# Ukka
ukka（うっか）は、スターダストプロモーション所属の女性タレント7人による女性アイドルグループである。2019年11月16日にグループ名を桜エビ〜ず（さくらエビーず）から改名した。
ももいろクローバーZ、私立恵比寿中学、超ときめき♡宣伝部などのグループと共にSTAR PLANET（通称：スタプラ）を構成する。
当グループが結成された経緯より、私立恵比寿中学は姉分的グループにあたる。

## 概要
STAR PLANET発の7人組アイドルグループ。ボーカル＆ダンスグループとしての確かな歌唱力と楽曲性に加え、浅見北斗（Have a Nice Day!）、ONIGAWARA、sasakure.UK、ヤマモトショウ、さとうもか、ササノマリイなどと独自のコラボレーションを展開している。テーマの「響く、青春小節。」は、音楽であり文学でもある青春小説のようなストーリーを、歌声とダンスで紡ぎフロアと心に響かせる意味が込められている。
グループ結成1年目（2016年1月27日開始）からSHOWROOM配信番組（現 ukkaの愉快でhumhumhum♪ なSHOWROOM）をレギュラーでもつ。2021年9月27日からラジオのレギュラー冠番組『ukkaり娘の浮かれでぃお』が放送を開始し、2022年5月からNATSLIVE料理配信『羽ばたく美味しさ！ukkafe』、2025年1月からYouTube番組『ukka のちゃっかりブレイク大作戦!』を配信している。
2015年春に私立恵比寿中学（エビ中）の研究生ユニット（桜エビ〜ず）として結成された。元メンバーの川瀬あやめによると、2015年5月23日に桜エビ〜ずとして初の『エビ中++』の収録があり、そこで他の結成メンバーと初めて会ったという。同年8月1日のTOKYO IDOL FESTIVAL 2015においてお披露目された。2016年1月17日にグループ最初のワンマンライブが開催され、芹澤もあのグループ加入が発表された。
2018年6月から12ヶ月連続で新曲を発表、2019年8月にはその集大成となる2ndアルバム『octave』を発売し第8回アイドル楽曲大賞2019の3部門で1位を獲得するなど高い評価を受ける。2019年11月16日の「桜エビ〜ず 1stコンサート "ALL OUT"」にてグループ名を「ukka」に改名した。「ukka」は蛹から蝶に「羽化」するようにグループの一層の飛躍を願う思いを込めて命名された。
2020年4月、公式ファンクラブを開設した。同年12月28日に桜井美里がグループを卒業、2021年3月18日に水春がグループを脱退した。同年秋に新メンバー2名が加入し、11月23日の「ukka New Style LIVE2021 “WHEEL of FORTUNE”」において新メンバーの結城りなと葵るりが初パフォーマンスした。
2022年5月5日、テイチクエンタテインメントより同年秋にメジャーデビューすることが発表され、レーベルインペリアルレコードから同年11月16日にメジャーデビューミニアルバム『青春小節』をリリースした。
2023年春に「ukka Major Debut Spring Tour 2023」を開催した。2023年6月にメジャー1stシングル『wonder little love』、12月20日に1stアルバム『青春小節〜音楽紀行〜』をリリースした。2023年秋に川瀬あやめがグループを卒業することが発表され、12月30日に「川瀬あやめ卒業公演〜次のストーリー〜」を開催した。
2023年11月24日、スタプラ研究生の宮沢友と若菜こはるの2名が新メンバーとしてグループに加入した。2024年1月21日に新体制7人でのお披露目公演「New Chapter"7"」を開催し、2024年3月から7月にかけて「The Journey Begins Tour 2024 Spring 〜HOP・STEP・JUMP!!〜」を開催した。同年3月に新体制になって初のシングル『Overnight Rainbow』、9月にコンセプトシングル『yummy!!』、2025年3月にメジャー3rdシングル『T』を発売した。2025年4月から12月にかけて「ukka 10th Anniversary Live」を8会場で開催する。同年5月から10周年プロジェクト第1弾のユニット企画としてメンバーを3ユニット（宮沢・若菜、村星・芹澤・葵、茜・結城）に分け、ユニット楽曲を7月にかけてリリースしていく。
MBSラジオ『オレたちゴチャ・まぜっ!〜集まれヤンヤン〜』にヤンヤンガールズとして川瀬あやめ（13期 2021年4月 - 2022年4月）、結城りな（15期 2023年4月 - 2024年4月）、芹澤もあ（16期 2024年4月 - 2025年4月）、葵るり（17期 2025年4月 - ）が出演している。茜空がオムニバスコメディに、結城りなが舞台に出演し、芹澤もあが写真集を発売したり、宮沢友が月刊誌で連載をするなど、各メンバーはグループとしての活動のほか、テレビ、ラジオ、舞台、雑誌などでそれぞれ活動している。

## メンバー
| 名前 （愛称）                                                     | 生年月日（年齢） （学年） | 出身地 血液型 | 身長  | 趣味                                 | 特技                    |
| ----------------------------------------------------------------- | --- | ------------- | ----- | ------------------------------------ | ----------------------- |
| 村星りじゅ むらほし りじゅ （りじゅちゃん）                       | 2002年10月19日（22歳） | 埼玉県 B型    | 165cm | 音楽鑑賞 アニメ鑑賞                  | 運動                    |
| 村星りじゅ むらほし りじゅ （りじゅちゃん）                       | 2015年に「桜エビ〜ず」（現 ukka）結成メンバーとなる（中学1年生）。SHO-BI コスメコンタクト「PienAge」の撮影モデルを担当。小さい頃からゲームが好きで、YouTube番組などに出演している。フィーチャー楽曲「Shining City Lights」がある。 |               |       |                                      |                         |
| 茜空 あかね そら （そらちゃん）                                   | 2003年3月13日（22歳） | 神奈川県      | 161cm | 読書 音楽鑑賞                        | ヘアアレンジ 柔軟体操   |
| 茜空 あかね そら （そらちゃん）                                   | 2015年6月加入（中学1年生）。名前は、茜が氏で、空が名の扱い。2024年5月にオムニバスコメディ「TOKYO COL-CUL COMEDY 〜RED〜」に出演、7月にコントイベント「おもカワ〜アイドルコントバトル」に出演した。フィーチャー楽曲「ガールズナイト」がある。 |               |       |                                      |                         |
| 結城りな ゆうき りな （りなちゃん）                               | 2003年4月9日（22歳） （大4） | 東京都 AB型   | 157cm | 音楽鑑賞 テレビ鑑賞 バレーボール観戦 | ロンダート ピアノ 運動  |
| 結城りな ゆうき りな （りなちゃん）                               | 2021年9月25日加入。MBSラジオ ゴチャ15にヤンヤンガールズとして出演。SASUKEアイドル予選会で2位となり、TBS系『KUNOICHI』（2025年1月13日）に出場した。2024年6月の舞台「くちびるに歌を」で松尾マナミ役を、2025年4月の舞台「あの空はキミの中〜Play ball, never cry!〜」で乃々果役を務めた。カバー曲「心拍数#0822」がある。スタコミュ『リナイトジャパン』配信。 |               |       |                                      |                         |
| 葵るり あおい るり （るりちゃん）                                 | 2004年7月20日（21歳） | 神奈川県 B型  | 162cm | 音楽鑑賞 ドラマ鑑賞                  | 卓球                    |
| 葵るり あおい るり （るりちゃん）                                 | 2021年9月25日加入。「日本グミ協会名誉会員」（るりグミ）。MBSラジオ ゴチャ17にヤンヤンガールズとして出演。スタコミュ「#褒めるり」配信。 |               |       |                                      |                         |
| 芹澤もあ せりざわ もあ （もあちゃん）                             | 2006年1月18日（19歳） | 東京都 AB型   | 160cm | オセロ 早食い                        | オセロ 早食い           |
| 芹澤もあ せりざわ もあ （もあちゃん）                             | 2016年1月17日加入（当時9歳）。MBSラジオ ゴチャ16にヤンヤンガールズとして出演。週刊ヤングジャンプ（2024年9月5日発売）にグラビアが掲載、芹澤もあ写真集『more!!!!』を発売した。フィーチャー楽曲「Party goes on.」がある。父は後藤祐樹、伯母は後藤真希（元モーニング娘。）                                                                                   |               |       |                                      |                         |
| 宮沢友 みやざわ ゆう （ゆうゆう） （ゆうちゃん） （えがおぱわー） | 2009年2月26日（16歳） （高2） | 埼玉県 B型    | 164cm | 食べること 茶道                      | チアダンス ヘアアレンジ |
| 宮沢友 みやざわ ゆう （ゆうゆう） （ゆうちゃん） （えがおぱわー） | 2023年11月24日加入。2021年に進研ゼミ小学講座のWEB、2022年にテレビ東京系「おはスタ」におはガール練習生として出演する。2024年度Lovetoxicレギュラーモデルを務め、月刊誌『B.L.T.』で「I & Yuu」を連載中。2025年7月の現代落語「麗和落語〜二〇二五 夏の陣〜」に出演する。カバー曲「シロガラス」がある。スタコミュ配信。元スタプラ研究生。                      |               |       |                                      |                         |
| 若菜こはる わかな こはる （こは） （こはちゃん）                  | 2010年3月2日（15歳） （高1） | 東京都 AB型   | 160cm | ピアノ 歌うこと                      | ピアノ 水泳 走ること    |
| 若菜こはる わかな こはる （こは） （こはちゃん）                  | 2023年11月24日加入。元スタプラ研究生、加入に際して坂井小春から若菜こはるへ改名した。 |               |       |                                      |                         |

グループカラー
 ピンク
ペンライトカラー
村星 青、茜 ターコイズ、芹澤 黄色、結城 赤、葵 ラベンダー、宮沢 オレンジ、若菜 白。
| チーム    | ユニット名            | メンバー                   | 楽曲タイトル                                 | リリース日    |
| --------- | --------------------- | -------------------------- | -------------------------------------------- | ------------- |
| TEAM CUTE | RizziE （リジー）     | 宮沢友 若菜こはる          | R・I・Z・Z （アールアイジージー）            | 2025年5月28日 |
| TEAM GAL  | WarpiE （ワーピー）   | 村星りじゅ 芹澤もあ 葵るり | I my perfect （アイマイパーフェクト）        | 2025年6月25日 |
| TEAM ROCK | MystiE （ミスティー） | 茜空 結城りな              | Candy rock Girl （キャンディーロックガール） | 2025年7月9日  |

| 名前        | よみ            | 愛称                               | 生年月日(年齢)         | 学年 | 血液型 | 出身     | 趣味                      | 特技                          | 備考                                                    |
| ----------- | --------------- | ---------------------------------- | ---------------------- | ---- | ------ | -------- | ------------------------- | ----------------------------- | ------------------------------------------------------- |
| 桜井 美里   | さくらい みさと | みっぴ                             | 2003年4月18日（22歳）  |      |        | 埼玉県   | 音楽鑑賞 歌うこと         | 側転、マラソン 早食い、大食い | 2020年12月28日ukkaを卒業                                |
| 水春        | みずは          | みずは                             | 1999年6月25日（26歳）  |      | B      | 栃木県   | 散歩 音楽鑑賞             | ものまね 関節がやわらかい     | 2021年3月18日ukkaを脱退 2021年6月以降は水映の名義で活動 |
| 川瀬 あやめ | かわせ あやめ   | あやめちゃん めっち あーぴよちゃん | 2001年10月25日（23歳） |      | AB     | 神奈川県 | ピアノ、踊ること 歌うこと | クラリネット ピアノ           | 2023年12月30日ukkaを卒業 事務所退所                     |

## 来歴
小目次: 2015年 - 2016年 - 2017年 - 2018年 - 2019年 - 2020年 - 2021年 - 2022年 - 2023年 - 2024年 - 2025年

### 2015年
- 1月、私立恵比寿中学の研究生ユニットとしてメンバー募集スタート。
- 5月、水春、川瀬あやめ、村星りじゅ、桜井美里の4名で「桜エビ〜ず」発足。
- 6月25日(木)、公式Twitterを開始。
- 7月、5人目のメンバーとして、茜空が加入。
- 8月1日(土)、「TOKYO IDOL FESTIVAL 2015」にて初お披露目[54]。(デビュー日)
- 8月20日(木)、下北FM「DJ Tomoaki's Radio Show!」に初出演。
- 9月24日(木)、下北FM「DJ Tomoaki's Radio Show!」に2回目の出演。
- 10月31日(土)、「SCHOOL GIRLS BOOK 2015 capital side」発売記念「スターダスト プロモーション芸能3部 握手&ツーショットチェキ会」に参加。
- 11月3日(火)、「激辛ドＭ男子#4 中学生アイドルにアゴで使われストレスだらけのマネージャー」(テレビ東京)に、川瀬あやめ、村星りじゅ、茜空、桜井美里が出演。なお、Youtubeのプラテレチャンネルで、テレビ東京放送版ではカットされた水春出演部分も見ることができる。
- 12月1日(火)、公式ホームページ開設。
- 12月25日(金)、スマホでUSENにおいてレギュラー番組「桜エビ～ずの”アイドルへの道”」配信がスタート。

### 2016年
- 1月9日(土)、「俺の藤井2016」ヤングライオンステージで2度目のパフォーマンスを披露。
- 1月17日(日)、1stワンマンライブ「桜エビ〜ずファ〜ストライブ〜出航！もってけ桜エビ〜」を、SHIBUYA TSUTAYA O-Crest において開催。2部制。このライブで、6人目のメンバー芹澤もあの加入が発表された[55]。
- 1月27日(水)、SHOWROOMにおいてレギュラー番組「桜エビ〜ずの愉快でhumhumhum♪ なSHOWROOM」配信がスタート。
- 2月14日(日)、オフィシャルブログ開設。
- 4月2日(土)、2ndワンマンライブ「桜エビ〜ず2ndライブ〜はるいろ咲乱舞〜」を、代官山UNITにおいて開催。2部制[56]。
- 5月19日(木)、下北FM「DJ Tomoaki's Radio Show!」に3回目の出演。
- 6月23日(木)、下北FM「DJ Tomoaki's Radio Show!」に4回目の出演。
- 7月2日(土)、私立恵比寿中学の全国ツアー「私立恵比寿中学JapanホールKeikiiiiツアー2016 ～the snack bar in gakugeeeekai～」の最終公演(東京国際フォーラム)にサプライズゲストとして出演。「えびぞりダイアモンド!!」を披露[57]。
- 7月21日(木)、下北FM「DJ Tomoaki's Radio Show!」に5回目の出演。
- 7月27日(水)、FM-NIIGATA「SOUND SPLASH」に水春が電話出演。
- 7月30日(土)、3rdワンマンライブ「桜エビ～ずワンマンライブ第1部～サンサンサマー桜エビ～」、「桜エビ～ずワンマンライブ第2部～炸裂シュリンプ祭～」を、代官山UNITにおいて開催。このライブで、1stCD-R と初めてのオリジナルグッズの販売が開始された[58]。
- 7月31日(日)、GIRLS' FACTORY16 DAY2 にてオープニングアクトを務める[59]。
- 8月5(金)〜7日(日)、「TOKYO IDOL FESTIVAL 2016」に参加。3日間、計5つのステージでパフォーマンスを披露（5日、SKY STAGEとSMILE GARDEN。6日、SKY STAGEとDREAM STAGE。7日、FESTIVAL STAGE）[60]。
- 8月13日(土)、「ももいろクローバーZ 桃神祭2016～鬼ヶ島～」スタジアム外特設ステージ「わんぱくテシマジマランド」において開催された「桃神祭2016　新横アイドルフェスティバル SIF2016」に出演[61]。
- 8月20日(土)、「エビ中 夏のファミリー遠足 略してファミえん in 富士急 2016」において、公演開始前のラジオ番組風プレトークに出演。公演内の「ファミえん突撃インタビュー！」では、桜井美里がレポーターを務めた[62]。
- 8月28日(日)、「スターダストセクション3営業所祭り〜夏のカオス〜」（@横浜ベイホール）第2部に出演[63]。
- 9月11日(日)、「@JAM PARTY vol.6」（@AKIBAカルチャーズ劇場）1部と2部の両方に出演。
- 9月17日(土)、「Northern Music Circuit 2016」（@新潟県、南浜船だまり）に出演[64]。
- 9月24(土)、25日(日)、「＠JAM×ナタリー EXPO 2016」（@幕張メッセ）に両日とも出演。
- 10月20日(木)、下北FM「DJ Tomoaki's Radio Show!」に6回目の出演。
- 10月30日(日)、4thワンマンライブ「桜エビ～ずワンマンライブ第1部～お菓子をくれないといたずらしちゃうぞ！～」、「桜エビ～ずワンマンライブ第2部～お芋もいいけど、桜エビもね～」を、渋谷チェルシーホテルにおいて開催。第2部では、10月に誕生日を迎えた村星りじゅと川瀬あやめの生誕祭も行われた。同日、2ndCD-Rの販売を開始。また、2shot撮影会も開催された[65]。
- 11月13日(日)、チームしゃちほこワンマンライブ「TEAM SYACHIHOKO THE LIVE ROAD to 笠寺 colors at 横浜アリーナ」に、バックダンサーとして、3Bjunior.やスターダスト名古屋・仙台・沖縄営業所に所属するアイドルたちとともに、出演。
- 11月17日(木)、下北FM「DJ Tomoaki's Radio Show!」に7回目の出演。
- 11月24日(木)、生テレ「レナのアイドル図鑑 バニラ味」に、水春が生出演。
- 12月6日(火)、「つりビットの今夜も大漁でSHOW」に、水春と桜井美里が出演。
- 12月8日(木)、「GIRLS ROCKS」（@品川ステラボール）に、オープニングアクトとして出演[66]。
- 12月17日(土)、「俺得だよ！全員集合！～クリスマススペシャル～Supported by SHOWROOM」（@代官山LOOP）第2部 に出演[67]。
- 12月22日(木)、三又ノ番組「アイドルフェス」公開収録 （@仙台Rensa）に出演。
- 12月25日(日)、5thワンマンライブ「桜エビ～ずXmasワンマンライブ第1部～もっともっと！サンタエビ～ず！～」、「桜エビ～ずXmasワンマンライブ第2部～クリ年会。冬眠なんかするもんか～」を、原宿アストロホールにおいて開催。2shot撮影会も開催された。第1部では、翌年1月に誕生日を迎える芹澤もあの生誕祭も行われた。また『桜エビスタンプカ～ド』の配布が開始された[68][69]。

### 2017年
- 1月2日(月)、「TOKYO IDOL PROJECT × @JAM『ニューイヤープレミアムパーティー2017』Party Stage アイドル神社」（@フジテレビ本社屋7F）のイベントに参加。
- 1月7日(土)、8日(日)、「俺のネクストガール2017 ～もちろん藤井～」イベントの、クラブeX公演「なるほど Club eX」（@品川プリンスホテル クラブeX）に出演。ファン投票で1月8日の「やっぱり ステラボール」（@品川ステラボール）の出演枠が獲得できるイベントであったが、出演枠獲得ならず。
- 1月14日(土)、「清 竜人 ハーレム フェスタ SPECIAL」（@新木場Studio Coast）に出演[70]。
- 1月19日(木)、生テレにおいて 水春の単独出演レギュラー冠番組「桜エビ～ず水春の ものまね寺子屋ABZ」配信が開始。
- 2月19日(日)、6回目のワンマンライブとなる「バレンタイン ワンマンライブ」を、shibuya duo MUSIC EXCHANGE において開催。「第1部〜茜色の空〜」と「第2部ーだったら想い出をいっぱい作ったらいいじゃないかー」の2部制。2shot撮影会開催。第1部では、翌月に誕生日を迎える茜空の生誕祭が行われた。また、桜井美里はインフルエンザ罹患のため欠席となった[71][72]。
- 3月5日(日)、「TOKYO IDOL LIVE Vol.33「フジさんのヨコSP」」（@フジテレビ本社ビル本社屋7F）の1部と2部の両部に出演。芹澤もあも参加。芹澤がワンマン公演ではない外部のイベントに出演したのは、これが初めてであった[73]。
- 3月26日(日)、いぎなり東北産・桜エビ～ず ツーマンライブ 「当日までに仲良くなんかなれるかい！」(@下北沢GARDEN)を開催。両グループのコラボユニット「えびとう産」名義の楽曲「夢幻歌劇」のCD-Rを会場限定で販売。2shot撮影会開催。また初の3shot撮影会も開催された[74][75]。
- 4月15日(土)、7回目のワンマンライブを、渋谷WWW において開催。「第1部 これぞ日本の桜（井）」と「第2部 桜も桜エビ～ずも満開だよ！」の2部制。第1部では、当ライブの3日後に誕生日を迎える桜井美里の生誕祭が行われた。同日、3rd CD-Rの販売を開始。また初のサイン会も開催された[76][77]。
- 5月4日(祝・木)、いぎなり東北産・桜エビ～ず ツーマンライブ仙台公演「仕事だから仲良くするよ！」(@仙台・楽楽楽ホール)を開催。「第1部 学芸会編」と「第2部 運動会編」の2部制。「えびとう産」のコラボも披露。桜エビ〜ずのメンバー6名及びいぎなり東北産の活動中のメンバー8名の総勢14人全員との写真が撮れる「プレミアムグループショット撮影会」などが開催された。
- 5月20日(土)、「IDOL CONTENT EXPO ＠ イオンモール幕張新都心 supported by ダイキサウンド ～初夏の大無銭祭～」に出演。
- 5月27日(土)、@JAM2017 (@Zepp DiverCity(TOKYO)) Day1に出演。
- 6月4日(日)、8回目のワンマンライブを、代官山UNIT において開催。「第1部 ミズハギミック」と「第2部 アメ・あめフレーフレー！もっとエビ～ず！」の2部制。第1部では、当ライブの3週間後に誕生日を迎える水春の生誕祭が行われた。また、第2部の最後に校長(藤井ユーイチ)により、桜エビ〜ずの新しいロゴ、色分け制度は採用しないこと、従来のスターダストのアイドルとは異なるカッコいいアイドルを目指す新しい方針が発表された[78][79]。
- 6月30日(金)　公式ホームページを、黒を基調とした新しいアー写とロゴを中心にリニューアル。
- 7月6日(木)　 公式LINEアカウントを開始。これに伴い、公式ブログをAmebaからLINE BLOGに移転
- 7月8日(土)、9日(日)、「アイドル横丁夏まつり!!〜2017〜」(@横浜赤レンガパーク)に両日とも出演。また、イベント内の企画「浦TIF2017@アイドル横丁夏まつり!!〜2017〜」(8日)に出演。同日に出演するいぎなり東北産とのコラボ「えびとう産」も披露(コラボはこれが3回目)。さらに、2日目(9日)の「ボブコラボ」企画に水春が出演した。
- 7月23日(日)、「音霊 OTODAMA SEA STUDIO 2017」(@三浦市・三浦海岸)に出演[80][81]。
- 8月4日(金)、6日(日)、「TOKYO IDOL FESTIVAL2017」に出演。2日間、計4つのステージでパフォーマンスを披露（4日、SKY STAGEとSMILE GARDEN。6日、DREAM STAGEとDOLL FACTORY）。また、TIF内の企画「浦TIF 2017」（4日）に出演。さらに、コラボ企画「IDOL SUMMER JAMBOREE U-16」(6日)に茜空と川瀬あやめが出演した[82][83]。
- 8月5日(土)、「ももクロ夏のバカ騒ぎ2017」（@味の素スタジアム）外周エリアで開催された「SIF（志賀高原アイドルフェス）」に出演[84]。
- 8月26日(土)、27日(日)、「@JAM EXPO 2017」（@横浜アリーナ）に両日とも出演。また、「でんぱ組.inc 成瀬瑛美コラボ」（26日）に茜空が出演した[85]。
- 9月2日(土)、9回目のワンマンライブを、横浜ベイホール において開催。2部制。同日、1st CD『わたしロマンス』の販売を開始[86][87]。
- 10月5日(木)、「桜エビ〜ずAKIBAカルチャーズ定期公演Vol.1」（@AKIBAカルチャーズ劇場）を開催。
- 10月14日(土)、10回目のワンマンライブを、shibuya duo MUSIC EXCHANGE において開催。「第1部 アナタボシ☆ムラホシ」と「第2部 JKサタデーナイト～止まらない成長痛(オスグッド)～」の2部制。第1部では村星りじゅの生誕祭、第2部では川瀬あやめの生誕祭が行われた[88]。
- 10月19日(木)、「桜エビ〜ずAKIBAカルチャーズ定期公演Vol.2」（@AKIBAカルチャーズ劇場）を開催。テーマは、最近のセトリに入らなくなった昔の曲を披露する振り返り回。
- 10月21日(土)、「＠JAM the Field vol.12」（@新宿BLAZE）に出演[89]。
- 10月22日(日)、「わたしロマンス」のCD発売を記念したリリイベを、ららぽーと豊洲において開催予定であったが、台風による荒天が予想されたため中止となった。
- 10月28日(土)、「わたしロマンス」のCD発売を記念したリリイベを、タワーレコード八王子店において開催。これが、桜エビ〜ず初のリリースイベントとなった。また、ネイビーを基調とした新衣装が初披露された[90][91]。
- 10月29日(日)、「わたしロマンス」のCD発売記念リリイベを、ららぽーと柏の葉において開催。
- 11月12日(日)、「私立恵比寿中学秋田分校」(11月11日@秋田県民会館)に伴って翌日開催された「文化祭（フリーイベント）」（@秋田市にぎわい交流館AU・にぎわい広場）に出演。いぎなり東北産とのコラボ「えびとう産」としても出演（「えびとう産」コラボは今回が4回目）。
- 11月16日(木)、「桜エビ〜ずAKIBAカルチャーズ定期公演Vol.3」(@AKIBAカルチャーズ劇場)を開催。テーマは、歌割りを替えるシャッフル回。
- 11月26日(日)、「IDOL Pop'n Party Vol.29」(@TOKYO FM HALL)に出演。
- 12月7日(木)、「桜エビ〜ずAKIBAカルチャーズ定期公演Vol.4」(@AKIBAカルチャーズ劇場)を開催。公演のテーマは、ソロメドレー回。メドレー形式によるソロでエビ中の楽曲を披露した。
- 12月10日(日)、11回目のワンマンライブを、下北沢GARDEN において開催。「第1部 帰って来たサンタエビ～ず ～2017～」と「第2部 冷たくなった手をぎゅっと」の2部制。第1部では芹澤もあの生誕祭も行われた[92]。
- 12月17日(日)、「わたしロマンス」のCD発売記念リリイベ「雨女たちの戦い。リベンジザ豊洲！！」を、ららぽーと豊洲において開催(このリリイベは台風で中止となった10月22日のリリイベの振替)。また、2ndCDのリリースも発表された。
- 12月21日(木)、「桜エビ〜ずAKIBAカルチャーズ定期公演Vol.5」(@AKIBAカルチャーズ劇場)を開催。公演テーマは全力ライブ。ファンによる楽曲の人気投票で上位7位までの曲が披露された。
- 12月25日(月)、水春 が公式Instagramを開始。
- 12月30日(土)、「アイドル横丁 大忘年会!!～2017円SP!!～」(@Zepp Tokyo)に出演。

### 2018年
- 1月21日(日)、「わたしロマンス」のCD発売記念リリイベ「わたしロマンス～大阪までは車で7時間ブンブブーン～」を大阪・もりのみやキューズモールBASEにおいて開催。
- 2月1日(木)、「STARDUST PLANET プレゼンツ AKIBAカルチャーズ定期公演 〜スタプラメンバーが笑顔と元気をお届け！ネクストジェネレーションズLIVE〜」の第2回公演に単独出演。
- 2月12日(月)、桜エビ～ず、いぎなり東北産、ぷちぱすぽ☆（一部） / アップアップガールズ（2）（二部） の3者によるスリーマンライブ（@横浜ベイホール）を開催。
- 3月10日(土)、「月刊アイドル祭 VOL.7」（@フジさんのヨコ）に出演（〈一部〉のみ）。
- 3月21日(祝・水)、1stアルバム『sakuraebis』発売[93][94][95]。同日、アルバムCD発売を記念したリリイベをららぽーと豊洲において開催予定であったが、雨天のためライブは中止となり、特典会のみがHMVららぽーと豊洲において実施された。
- 3月24日(土)、12回目のワンマンライブを、新宿LOFT において開催。「第1部 全力15歳」と「第2部 みっぴの観桜会おいでやす～」の2部制。第1部では茜空の生誕祭、第2部では桜井美里の生誕祭が行われた[96][97]。なお、本公演は両部ともニコ生で生中継された[注 4]。
- 3月25日(日)、「H.I.P. presents GIG TAKAHASHI 2018 vol.1」(@F.A.D YOKOHAMA)に出演。
- 3月30日(金)、「桜エビ～ず【初ニコ生】アルバム発売記念生放送」（ニコ生）を配信。
- 4月1日(日)、E TICKET PRODUCTION「E TICKET RAP SHOW 2」発売を記念したリリースパーティー（@代官山LOOP）に、水春が出演[98]。
- 同日、「IDOL NEWSING LIVE 5」(@代官山LOOP)に出演[99]。
- 4月7(土)、1stアルバム発売記念のリリイベを、タワーレコード八王子店「ケイハチ王子の部屋」において開催。
- 4月8(日)、1stアルバム発売記念のリリイベを、アリオ蘇我において開催。
- 4月12(木)、「STARDUST PLANET プレゼンツ AKIBAカルチャーズ定期公演 〜スタプラメンバーが笑顔と元気をお届け！ネクストジェネレーションズLIVE〜」、私立恵比寿中学とのツーマンライブに出演。
- 4月29日(日)、1stアルバム発売記念のリリイベを、HMV栄（名古屋）において開催。
- 4月30日(月)、「イースト21プラザ ライブイベント」（@東陽町イースト21）に出演（つりビットとの対バン。第2部のみ）。
- 5月4日(金)、「IDOL Pop'n Party」(@品川インターシティホール)に出演。
- 5月12日(土)、1stアルバム発売記念のリリイベを、ららぽーと柏の葉において開催。
- 5月17日(木)、「DJ Tomoaki's Radio Show!」（@下北FM）に、川瀬あやめ、村星りじゅ、茜空がゲストMCとして出演。
- 5月19日(土)、「「DJ Tomoaki’s Radio Show!」 Presents 下北FMアイドル祭り Vol.1」（@渋谷HARLEM）に出演（1部のみ）。
- 5月20日(日)、「IDOL CONTENT EXPO＠イオンモール幕張新都心 supported by ダイキサウンド ～帰ってきた、初夏の大無銭祭～」2日目に出演[100]。
- 5月27日(日)、1stアルバム発売記念のリリイベを、池袋P'PARCO B2F ニコニコ本社 地下2階イベントスペース において開催。1stアルバムのリリイベは今回が最後となるため、従来のリリイベよりも長い時間の「ミディアムレアライブ」を行った[101]。
- 6月3日(日)、「H.I.P. presents GIG TAKAHASHI 2018 vol.2」（@渋谷WWW X）に出演。
- 6月17日(日)、13回目のワンマンライブを、下北沢GARDEN において開催。「第1部 僕と楽しいことしませんか。」と「第2部 6月の花火」の2部制。第1部では水春の生誕祭が行われた。また、トリコロールを基調とした新衣装が初披露された。さらに、新曲「リンドバーグ」が初披露され、これを皮切りに12ヶ月連続で新曲を発表する予定であることが公表された[102][6]。
- 6月23日(土)、「アイドルジェネレーション vol.53 in Zepp Tokyo ～ Rainbow Refrain ～」に出演。桜井美里は欠席。
- 6月29日(金)、「スタプラ東京Vol.1」(@渋谷WWW X)に、ロッカジャポニカ、はちみつロケット、マジェスティックセブンとともに出演[103]。公演の内容をスターダストチャンネル(有料)において配信。
- 7月7日(土)、8日(日)、「アイドル横丁夏まつり!!〜2018〜」（@横浜赤レンガパーク）に両日出演。
- 7月11日(水)、「リンドバーグ」の音源をiTunes、レコチョク他ネット配信でリリース開始。配信リリースはこれが初めて[104]。
- 7月15日(日)、「BEACH IDOL FESTIVAL 2018」（@音霊 OTODAMA SEA STUDIO〈三浦海岸〉）に出演（2部のみ）。
- 7月22日(日)、私立恵比寿中学の全国ツアー「私立恵比寿中学 SHAKARIKI SPRING TOUR 2018～New,Gakugeeeekai of Learning～（新・学芸会のすヽめ）」の最終公演（@東京国際フォーラム）にオープニングアクトとしてサプライズ出演。「エビ・バディ・ワナ・ビー」と「リンドバーグ」を披露[105][106]。
- 7月28日(土)、「夏S 2018 ももクロトリビュート ～みんなで10周年をお祝いしちゃうぞ！～」（@メットライフドーム）に出演。オープニングアクト、ももクロトリビュート選手権、ノンストップメドレーに登場。「ももクロトリビュート選手権」では「D'の純情」のカバーを披露し、あーりん賞（佐々木彩夏賞）を獲得した。また、シャッフルユニットの「佐々木彩夏プロデュースによる“ダンス上手いユニット”」に 桜井美里 が、「耳ーズ」（耳に特徴があるユニット）に 水春 が、「歌馬之介」（歌うまユニット）に 川瀬あやめ がそれぞれ参加した[107]。
- 7月30日(月)、「まなみのりさ11周年企画～2マン五本勝負～其の四」(@TSUTAYA O-Crest)に出演。
- 8月3日(金)、5日(日)、「TOKYO IDOL FESTIVAL2018」に出演。2日間、計4つのステージでパフォーマンスを披露(3日、SKY STAGE[108]とSMILE GARDEN。5日、DREAM STAGEとFUJI YOKO STAGE)。3日にはつりビットとのスペシャルユニット「エビつり〜ず」としてコラボステージに出演し[109]、5日のグランドフィナーレにも「エビつり〜ず」として出演。さらに「ミュ〜コミ＋プラス しゃべれる女王決定戦2018」（5日）に 水春 が出演した。
- 8月4日(土)、「『Momoclo Mania 2018』サテライトパーク「FUMIHIKO PICNIC 2018」」（@ZOZOマリンスタジアム・外周エリア）に出演。
- 8月20日(月)、「スタプラ東京Vol.2」(@duo MUSIC EXCHANGE)に、ロッカジャポニカ、はちみつロケット、マジェスティックセブン、CROWN POPとともに出演[110][111]。
- 8月26日(日)、@JAM EXPO 2018 2日目(@横浜アリーナ)に出演[112]。
- 9月2日(日)、「UDO ARTISTS 50th Anniversary 夏の魔物2018 in TOKYO」（@お台場野外特設会場J地区）に出演。
- 9月20日(木)、フリーイベントを新宿マルイメン屋上において開催予定であったが、雨天のためフリーライブは中止となり、特典会のみが屋上の室内スペースで行われた。特典会の後、室内スペースの一部を即席のステージに、割り箸をマイクに見立ててのミニフリーライブを行った。Periscopeでその模様を見ることができる（桜エビ～ず was LIVE）。
- 9月29日(土)、フリーイベントをららぽーと富士見(埼玉)において開催。
- 10月8日(月・祝)、「日本工学院ミュージックカレッジ presents 八王子大作戦 2018」（@日本工学院八王子専門学校の学園祭「紅華祭」）に出演。
- 10月10日(水)、「スタプラ東京Vol.2.5」（@新宿BLAZE）に、ロッカジャポニカ、はちみつロケット、CROWN POPとともに出演[113]。
- 10月14日(日)、14回目のワンマンライブを、吉祥寺CLUB SEATAにおいて開催。「第1部 welcome to the village star」と「第2部 川瀬あやめバースデーイベント～Partyが始まる～」の2部制で、それぞれ 村星りじゅ と 川瀬あやめ の生誕祭も行われた[114][115]。同日、2ndシングルCD『Summer Magic』の販売を開始。
- 10月20日(土)、「私立恵比寿中学秋田分校～この町と人と学芸会が好きだから～」(@秋田県立体育館)に出演[116][117]。
- 10月21日(日)、「私立恵比寿中学秋田分校 文化祭 (フリーライブ)」(@秋田市にぎわい交流館AU・にぎわい広場)に出演。
- 10月27日(土)、「校庭カメラガールドライ presents -PLAYGROUND MUSIC FESTIVAL-」(@稲毛海浜公園野外音楽堂)に出演。
- 10月28日(日)、2ndシングル『Summer Magic』発売記念フリーライブを、新宿マルイメン屋上において開催。
- 10月29日(月)、2ndシングル『Summer Magic』発売記念フリーライブを、HMVエソラ池袋において開催。
- 11月4日(日)、2ndシングル『Summer Magic』発売記念フリーライブを、池袋ニコニコ本社B2Fイベントスペースにおいて開催。
- 11月11日(日)、「SHIGA IDOL COLLECTION 第8弾」(@野洲文化ホール大ホール(滋賀県))に出演。
- 11月12日(月)、「スタプラ東京Vol.3」(@duo MUSIC EXCHANGE)に出演[118]。
- 11月24日(土)、「ジャパン フィッシャーマンズ フェスティバル」(@日比谷公園・小音楽堂)に出演。
- 11月25日(日)、2ndシングル『Summer Magic』発売記念フリーライブを、ららぽーと柏の葉において開催(2部制)。
- 11月27日(火)、Have a Nice Day!とのツーマンライブ「Have a Nice Day! presents NU VOID」(@新宿LOFT)に出演。「リンドバーグ」でHave a Nice Day!と共演。生バンドとの共演もこれが初めてであった。共演の様子はYouTubeで見ることができる(→リンク)。
- 12月8日(土)、Fullfull Pocket主催のツーマンライブ「Double Flower vol.5」(@AKIBAカルチャーズ劇場)に出演。
- 12月16日(日)、15回目のワンマンライブを、F.A.D YOKOHAMAにおいて開催。「第1部～おねがいよ、月がゆれる聖なる夜には～」と「第2部～イルミネーションデートは門限的にNGなんです～」の2部制。なお、水春はインフルエンザ罹患のため欠席となった[119]。
- 12月23日(日)、24日(月・祝)、25日(火)、私立恵比寿中学「クリスマス大学芸会」(@幕張メッセイベントホール)にオープニングアクトとして出演[120]。
- 12月28日(金)、「黒白歌合戦」(@Shibuya WWW)に黒組として出演。同日、3rdシングルCD『Autumn Moon』の販売を開始。
- 12月29日(土)、3rdシングル『Autumn Moon』発売記念フリーライブを、池袋ニコニコ本社B2Fイベントスペースにおいて開催。

### 2019年
- 1月2日(水)、「TOKYO IDOL PROJECT × @JAM ニューイヤープレミアムパーティー2019」(@Zepp Tokyo 他)に出演。
- 1月12日(土)、「神宿全国ツアー神が宿る場所〜お控えなすって神宿でござる〜」ファイナルday1(@渋谷ストリームホール)に出演。
- 1月14日(月・祝)、「初S 2019」(@Zepp DiverCity)に出演。
- 1月20日(日)、21日(月)、「第7回 台北國際動漫節 ICHIBAN JAPAN STAGE (ICHIBAN JAPAN日本館エリア内)」(@台湾 台北南港展覧館)に出演。初の海外遠征。
- 1月21日(月)、「SAMURAI GIRLS FESTIVAL 2019 WINTER in TAIPEI」(@台湾 CLAPPER STUDIO (SYNTREND 三創生活園區 5F))に出演。
- 1月29日(火)、「O-Crest presents 天真爛漫」に出演。
- 2月11日(月・祝)、「初！東名阪ツアー！～2019年は全国的に桜エビが開花するでしょう～」東京公演を恵比寿ザ・ガーデンルームにおいて開催。初のツアー。2部制で、1部では芹澤もあの生誕祭が行われた[121]。
- 2月24日(日)、3rdシングル『Autumn Moon』発売記念フリーライブを、新宿マルイメン屋上において開催。
- 3月3日(日)、「＠JAM×TALE in HongKong 2019」(@香港 MUSIC ZONE＠E-Max)に出演。また、アリエルプロジェクトとのコラボで「桜色メモリー」を披露した。
- 3月16日(土)、3rdシングル『Autumn Moon』リリイベ＆茜空生誕祭「3月13日の誕生日から3日遅れで茜空を祝えちゃうイベント。」を、池袋マルイ7Fイベントスペースにおいて開催[122]。
- 3月30日(土)、「初！東名阪ツアー！～2019年は全国的に桜エビが開花するでしょう～」大阪公演をESAKA MUSEにおいて開催。2部制。同日、4thシングルCD『Winter Sleep』の販売を開始。
- 3月31日(日)、「初！東名阪ツアー！～2019年は全国的に桜エビが開花するでしょう～」名古屋公演をCLUB UPSETにおいて開催。2部制。
- 4月14日(日)、「GIG TAKAHASHI tour 2019」新潟公演(@新潟CLUB RIVERST)に出演。
- 4月21日(日)、4thシングル『Winter Sleep』リリイベ＆桜井美里生誕祭「Spring Color」を、新宿マルイメン屋上において開催[123]。
- 4月29日(月・祝)、「GIG TAKAHASHI tour 2019」埼玉公演(@HEAVEN'S ROCK熊谷VJ-1)に出演。
- 5月2日(木・休)、「FKDインターパーク店×RADIO BERRY presents IDOL MEETING」(@栃木県宇都宮市・FKDインターパーク店)に出演。
- 5月3日(金・祝)、「GIG TAKAHASHI tour 2019」兵庫公演(@神戸VARIT.)に出演。
- 5月5日(日)、4thシングル『Winter Sleep』発売記念フリーライブを、ららぽーと立川立飛店において開催。
- 5月6日(月・祝)、「ギュウ農フェス春のSP2019」(@新木場STUDIO COAST)に出演。
- 5月11日(土)、「初！東名阪ツアー！～2019年は全国的に桜エビが開花するでしょう～」仙台公演を仙台darwinにおいて開催。ツアーファイナル。2部制。
- 5月21日(火)、いぎなり東北産とのツーマンライブ「いぎなり東北産(様)×桜エビ～ず～仲良くなんてできないよ！～」を、Zepp DiverCityにおいて開催[124][125]。
- 5月24日(金)、「ライブスタイルダンジョン」(@渋谷ストリームホール)に出演。桜エビ〜ずを含むスターダストプラネット所属のアイドル全5組が対決形式で楽曲を披露し合うイベントで優勝。
- 5月26日(日)、4thシングル『Winter Sleep』発売記念フリーライブを、名古屋・近鉄パッセにおいて開催(2部制)。
- 6月1日(土)、「GIG TAKAHASHI tour 2019」横浜公演(@新横浜 NEW SIDE BEACH!!)に出演。
- 6月2日(日)、「GIG TAKAHASHI tour 2019」ファイナル・東京公演(@新宿BLAZE)に出演[126][127]。
- 6月16日(日)、「YATSUI FESTIVAL!」(2日目)に出演。出演したステージは渋谷SOUND MUSEUM VISION。
- 6月22日(土)、『「MUSiC」フェス～私立恵比寿中学開校10周年記念 in 赤レンガ倉庫 ～』にオープニングアクトとして出演[128]。
- 6月23日(日)、4thシングル『Winter Sleep』発売記念フリーライブ追加公演＆水春生誕祭「〜ミズハタチ〜」を、昭島モリタウンMOVIX前ガーデンステージにおいて開催。
- 6月30日(日)、「あるあるアイドル大集合 vol.7」(@あるあるCityB1(福岡県北九州市))に出演。
- 7月7日(日)、「NATSUZOME 2019 supported by アイドル横丁」(@OTODAMA SEA STUDIO(三浦海岸))に出演。
- 7月20日(土)、「CCC vol.06」(@渋谷WOMB)に出演。
- 7月28日(日)、ツーマン＆ワンマンライブを新宿LOFTにおいて開催。1部が「桜エビツーマンライブvol.1 Songs connect people ～目指せ、世界平和～ with ONIGAWARA」、2部が「桜エビ～ずワンマンライブ in summer 2019～夏だ！令和だ！桜エビだ！～」[129]。1部のツーマンライブにて「それは月曜日の9時のように」をONIGAWARAと共演。
- 7月29日(月)、転校少女*が開催する「Starry Night Vol.2」(@タワーレコード渋谷店B1F CUTUP STUDIO)に出演。「オスグッド・コミュニケーション」を転校少女*とのコラボで披露。
- 8月1日(木)、「桜エビ～ずYoutubeチャンネル」(桜エビチャンネル)を1ヶ月の期間限定で開設。
- 8月2日(金)、3日(土)、「TOKYO IDOL FESTIVAL 2019」に出演。2日間、計3つのステージでパフォーマンスを披露(HOT STAGE(8月2日)、SMILE GARDEN[130][131][132]とFUJI YOKO STAGE(8月3日))。
- 8月4日(日)、「MomocloMania2019 サテライトパーク TOKOROZAWA Music & Art FES'19」DAY2に出演。
- 8月11日(日)、2ndアルバム『octave』発売予約イベント、ミニライブ＆特典会を、ららぽーと柏の葉において開催。
- 8月13日(火)、「choir loft Vol.14」(@新宿LOFT)に出演。
- 8月17日(土)、2ndアルバム『octave』発売予約イベント「桜祭りでわっしょい！」(ミニライブ＆特典会)を、新宿マルイメン屋上において開催。浴衣を着てイベントを行った[133]。
- 8月19日(月)、「SUMMER BEACH FANTASY 2019 (OTODAMA SEA STUDIO 2019 supported by POCARI SWEAT)」(@三浦海岸)に出演。
- 8月21日(水)、2ndアルバム『octave』発売[134]。同日、2ndアルバム『octave』発売リリースイベント「桜スプラッシュ！」(ミニライブ＆特典会)を、としまえん・それいゆ広場において開催[135][136]。
- 8月25日(日)、「@JAM EXPO 2019」2日目(@横浜アリーナ)に出演。ピーチステージとブルーベリーステージに出演し、ブルーベリーステージではトリを務めた[137][138]。
- 8月29日(木)、「第5回ナカGフェス」(@新宿ReNY)に出演[139][140][141]。
- 9月1日(日)、2ndアルバム『octave』発売リリースイベントを、新宿マルイメンにおいて開催。同日、アルバム『octave』ゆるゆるトーク会＆特典会を、ヴィレッジヴァンガード渋谷店において開催。
- 9月11日(水)、2ndアルバム『octave』発売記念ミニライブ＆特典会を、タワーレコード渋谷店B1F CUTUP STUDIO において開催。
- 9月13日(金)、『桜エビ〜ず x 南波一海 トークショー＆特典会』を、高田馬場・白夜書房BSホールにおいて開催。水春は体調不良のため欠席。
- 9月15日(日)、2ndアルバム『octave』発売記念ミニライブ＆特典会を、名古屋近鉄パッセ店屋上イベントスペースにおいて開催。2部制。なお、水春は体調不良のため欠席となった。
- 9月22日(日)、ツーマン＆ワンマンライブを新宿BLAZEにおいて開催。1部が「桜エビツーマンライブvol.2 Songs connect people ～目指せ、世界平和～ with RYUTist」[142]、2部が「桜エビ～ずワンマンライブ in autumn 2019～食欲の秋！読書の秋！桜エビの秋！～」[143][144][145]。
- 9月28日(土)、「lyrical school TOUR 2019 “BE KIND REWIND” SERIES PART2“PLAY”」(@柏Thumb Up)に出演。
- 9月29日(日)、2ndアルバム『octave』発売記念ミニライブ＆特典会を、仙台 E BeanS 10階 屋上特設ステージにおいて開催。2部制。
- 10月3日(木)、「ライブスタイルダンジョン Vol.2」(@新宿BLAZE)に出演。結果は2位[146]。
- 10月6日(日)、「ABSまつり2019」2日目(@秋田市にぎわい交流館AU・にぎわい広場)に出演。
- 10月14日(月・休)、「カルチャーズ劇場文化祭 supported by Top Yell」(@AKIBAカルチャーズ劇場)に出演。
- 10月19日(土)、「私立恵比寿中学秋田分校 〜5th anniversary of our gakugeeeeikai〜」(@秋田県立体育館)に出演。
- 10月20日(日)、「私立恵比寿中学秋田分校 〜文化祭〜」(@ABS秋田放送新社屋1階多目的ホール)に出演。
- 10月22日(火・祝)、2ndアルバム『octave』発売記念リリースイベント＆「川瀬あやめバースデーイベント～私のやりたいこと全て～」を、 ららぽーと立川立飛2Fイベント広場において開催[147]。
- 10月26日(土)、「@JAM the Field vol.16」(@恵比寿LIQUIDROOM)に出演。
- 10月27日(日)、「shibuya stairs Vol.3」 (@TSUTAYA O-WEST)に出演。
- 11月3日(日・祝)、「H.I.P. presents GIG TAKAHASHI 2019」(@高崎 club FLEEZ)に出演[148]。
- 11月4日(月・祝)、2ndアルバム『octave』リリースイベント＆「おいでよ 村星りじゅの生誕祭」を、キラリナ京王吉祥寺・屋上特設会場において開催。なお、当初は10月12日にステラタウン大宮1Fメローペ広場にて開催予定であったが、台風による荒天のため中止となった。
- 11月16日(土)、「桜エビ〜ず 1stコンサート "ALL OUT"」(@日テレらんらんホール)を開催。初のホールワンマンライブ。オリジナル曲29曲を全曲披露。グループ名を「桜エビ〜ず」から「ukka」に改名することが発表された[2][3][149][150][151]。なお、このときのライブ映像は全編Youtubeにて公開されている。
- 11月21日(木)、「EXPERIENCE Vol.1」(@幕張メッセ イベントホール) 1日目に、オープニングアクトとして出演。ukka改名後、初のパフォーマンスとなった。
- 11月30日(土)、2ndアルバム『octave』リリースイベントを、大阪・もりのみやキューズモールにおいて開催(2部制)。
- 12月19日(木)、「CDエナジーダイレクト Special Live」(@東京キネマ倶楽部)に出演。tipToe.とのツーマンライブ。
- 12月22日(日)、2ndアルバム『octave』リリースイベント・ファイナルを、昭島モリタウンMOVIX前ガーデンステージにおいて開催。
- 12月27日(金)、「ukka year end party vol.1」「同 vol.2」(@恵比寿ザ・ガーデンルーム)を開催。ワンマンライブ。
- 12月30日(月)、第8回アイドル楽曲大賞2019 の「インディーズ/地方アイドル楽曲部門」「アルバム部門」「推し箱部門」の3部門で1位を獲得[7]。

### 2020年
- 1月2日(木)、「TOKYO IDOL PROJECT × @JAM ニューイヤープレミアムパーティ2020」(@Zepp DiverCity TOKYO他) 1日目に出演。
- 1月19日(日)、「『ミューコミプラス』 presents スタプラアイドルフェスティバル〜今宵、シンデレラが決まる〜」(@横浜アリーナ)に出演。オープニングライブ、オープニングメドレー、シンデレラ決定戦メドレーに登場。
- 1月24日(金)、「The【14th】birthday of Moa Serizawa.」を、新宿LOFTにおいて開催。芹澤もあの生誕祭が行われた。
- 2月8日(土)、「GIG TAKAHASHI tour 2020」広島公演(@広島 LIVE VANQUISH)に出演。
- 2月9日(日)、「GIG TAKAHASHI tour 2020」神戸公演(@神戸 VARIT.)に出演。
- 2月24日(月・祝)、「H.I.P. presents FUMI FES. vol.8 『Girls Festival』(※女性限定公演)」(@柏PALOOZA)に出演。
- 4月5日(日)、「ギュウ農フェス春のSP2020 〜無観客生配信フェス〜 "IDOL is STILL ALIVE"」(@新木場STUDIO COAST)に出演。2019年コロナウイルス感染症の影響によりライブは無観客で行われ、ニコニコ生放送で配信された。
- 4月15日(木)、ukkaファンクラブ『ukkaり入会！？ukkaのファンクラブ』開設。ファンコミュニティプラットフォーム「fanicon（ファニコン）」を利用[9]。
- 6月21日(日)、「ONLINE YATSUI FESTIVAL! 2020」に出演(無観客ライブ)。出演前にはオンライン特典会も開催した。
- 6月24日(水)、5thシングル『恋、いちばんめ』発売(ukka改名後の初シングル)。
- 7月12日(日)、「リモステ vol.1」を開催。2部制。ライブ後にオンライン特典会も開催された。
- 7月23日(木・祝)、「ukka 1st streaming live 2020」(GYAO!、無観客有料配信ライブ)を開催[152][153][154][155]。見逃し配信あり(7月25日12:00〜8月24日23:59)。ワンマンライブ。overtureを初披露。
- 8月30日(日)、「＠JAM ONLINE FESTIVAL 2020」に出演(Purpleステージ(Zepp DiverCity))[156]。
- 9月6日(日)、「ukka first Zepplive 2020」をZepp Tokyoにおいて開催[157][158]。ワンマンライブ、2部制。
- 9月16日(水)、「ニコSオンラインライブ」に出演[159]。10月31日(土)に終演後の撮り下ろしコメントをつけて再配信。
- 9月27日(日)、「リモステ vol.4」を開催[160]。ミニライブの2部制。
- 10月4日(日)、「TOKYO IDOL FESTIVAL オンライン 2020」に出演。計2つのステージでパフォーマンスを披露(SMILE GARDENとLoft Stage)[161][162]。
- 10月10日(土)、「AION CARNIVAL」に出演[163]。
- 10月18日(日)、「ギュウ農フェス 5th ANNIVERSARY 秋のSP2020」(@新木場STUDIO COAST)に出演[164]。
- 10月20日(火)、TBS系ドラマ「この恋あたためますか」にメンバー全員が出演。楽曲「それは月曜日の9時のように」が挿入歌で使われた[165]。
- 10月25日(日)、「オンライン渋楽祭2020」(@東京スクールオブミュージック専門学校渋谷校)に出演[166]。
- 12月6日(日)、「ukka NEXT STAGE TOUR 2020」をLINE CUBE SHIBUYAにおいて開催[167][168][169]。ワンマンライブ。
- 12月16日(水)、「ukka Xmas party 2020」をAKIBAカルチャーズ劇場において開催[170]。2021年2月3日(水)にアイドル専門チャンネルPigoo、2月10日(水)にBSスカパー!で放送[171]。
- 12月26日(土)、「MIGMA SHELTER presents BAD TRIP Xmas RAVE！ supported byエクストロメ!!」(@千葉・青葉の森公園芸術文化ホール)に出演[172]。
- 12月28日(月)、「桜井美里卒業公演～My Graduation～」を STUDIO COASTにおいて開催[173][174]。2部制。桜井美里が本公演をもってグループを卒業した[175][176]。
- 12月29日(火)、第9回アイドル楽曲大賞2020「インディーズ/地方アイドル楽曲部門」で楽曲『恋、いちばんめ』が第1位を獲得[177]。
- 12月31日(木)、「第4回ももいろ歌合戦」に出演。松本明子との共演で「リンドバーグ」を披露[178]。

### 2021年
- 1月3日(日)、「TOKYO IDOL PROJECT× @JAM ニューイヤープレミアムパーティー2021」(@Zepp Tokyo 他)に出演[179]。また、同日にインターネットサイン会を開催（対象は生写真）[180]。
- 2月7日(日)、「2021台北國際動漫節　ICHIBAN JAPAN STAGE」(※日本から現地会場への無観客ライブ配信)に出演[181]。
- 2月20日(土)、「HERE presents『ハイテンションフェス2021』」(@duo MUSIC EXCHANGE 他)に出演[182]。
- 3月13日(土)、「ukka New Style Zepp Tour「WINGS～スタートライン～」」(@Zepp Sapporo)を開催[183]。2部制。
- 3月18日(木)、水春がグループを脱退[184][185][186]。
- 3月27日(土)、「ukka New Style Zepp Tour「WINGS～スタートライン～」」(@Zepp Fukuoka)を開催[187]。2部制。本公演において、川瀬あやめがグループのリーダーに就任したことが発表された。
- 4月3日(土)、「ギュウ農フェス春のSP2021 IDOL STRiKES BACK -アイドルの逆襲」(@USEN STUDIO COAST)に出演[188]。
- 4月17日(土)、「ukka New Style Zepp Tour「WINGS～スタートライン～」」(@Zepp Osaka Bayside)を開催[183]。2部制。
- 4月21日(水)、「H.I.P. presents GIG TAKAHASHI 2021」(@TSUTAYA O-EAST)に出演[189]。
- 5月3日(月・祝)、「ukka New Style Zepp Tour「WINGS～スタートライン～」」(@Zepp Nagoya)を開催[183]。2部制。
- 5月30日(日)、「@JAM 2021 Day2 〜SUPER LIVE〜」(@Zepp DiverCity(TOKYO))に出演[190]。
- 6月7日(月)、『ローモバアイドルチャレンジTV』(チバテレ)の企画、スマホゲームアプリ「ロードモバイル」のギルド共闘戦対抗バトル(第2弾)(5月24日〜31日)においてukkaチームが優勝。『白黒アンジャッシュ』(チバテレ＆全国ネット放送局)のエンディングテーマソング枠を獲得した[191][192]。初の全国タイアップ[193]。
- 6月20日(日)、「ukka New Style Zepp Tour「WINGS～スタートライン～」」(@Zepp Tokyo)を開催[183]。2部制、全国Zeppツアーファイナル[194][195][196]。同日、『Brand New ukka！～令和のシンデレラ誕生！？～』オーディション開催を発表[197][注 5]。
- 7月4日(日)、「超NATSUZOME2021！」(@海浜幕張公園Gブロック)に出演[198]。
- 7月8日(木)、「ukkaファンクラブ会員限定トークショー」(@目黒Blues Alley Japan)を開催[199]。司会は吉田尚記。
- 7月17日(土)、「1st mini Album「T.O.N.E」リリースイベント」(@ダイバーシティ東京プラザ 2Fフェスティバル広場)を開催[200][201]。
- 7月23日(金・祝)、「来年まで待てない! SEKIGAHARA IDOL WARS 2021 〜関ケ原唄姫合戦〜in 尾張」(@Aichi Sky Expo 愛知県国際展示場)に出演。
- 7月24日(土)、「1st mini Album「T.O.N.E」リリースイベント」(@西武園競輪場 サイクルシアター)を開催[202]。
- 7月28日(水)、1stミニアルバム『T.O.N.E』発売[203][204]。
- 8月1日(日)、「六本木アイドルフェスティバル2021」Day2(@KT Zepp Yokohama)に出演[205]。
- 8月8日(日)、「柚姫の部屋フェス2021」(@USEN STUDIO COAST)の2部に出演[206][207]。なお、芹澤もあは欠席。
- 8月16日(月)、「IDOL OF THE YEAR 2021 予選グループC」(オンライン)に出演[208]。予選敗退。なお、芹澤もあは欠席。
- 8月21日(土)〜27日(金)、『Brand New ukka！～令和のシンデレラ誕生！？～』オーディション三次審査のワークショップを開催。
- 8月29日(日)、「@JAM EXPO 2020-2021」(@横浜アリーナ) Day3 に出演[209]。
- 9月4日(土)、「ukka FC Presents 「GIRLS PARTY Vol.1」」(@横浜ベイホール)を開催[210]。ファンクラブ限定イベント。2部制。
- 9月25日(土)、『Brand New ukka！～令和のシンデレラ誕生！？～』オーディション最終審査発表。リナ、ルリの2名が新メンバーとしてグループに加入[10]。
- 9月27日（月）、ラジオレギュラー冠番組「ukkaり娘の浮かれでぃお」が放送開始。
- 10月3日(日)、「TOKYO IDOL FESTIVAL 2021」に出演。2つのステージでパフォーマンスを披露(SMILE GARDENとSKY STAGE)[211][212]。
- 10月30日(土)、「『ミューコミVR』 presents スタプラアイドルフェスティバル〜今宵、2人目のシンデレラが決まる〜」(@横浜アリーナ)に出演[213]。
- 10月31日(日)、村星りじゅ生誕ソロライブ「Shining Riju 19th Birthday」、川瀬あやめ生誕ソロライブ「〜ayamaison2021〜」(@TSUTAYA O-WEST)を開催[214]。生誕祭をソロのライブで行うのはグループ史上初めて。
- 11月7日(日)、「私立恵比寿中学秋田分校～おらが美の国フェス2021～」コラボ「文化祭」(@にぎわい交流館Au・にぎわい広場)に出演[215]。
- 11月23日(火・祝)、「ukka New Style LIVE2021 WHEEL of FORTUNE」(@舞浜アンフィシアター)を開催。新メンバーの結城りな、葵るりを含む新体制6人での初パフォーマンスを披露[216][217][218][219][220]。
- 12月26日(日)、「ukka New Style Online Event 2021 『ukka納めはみなさんと！』」(ネット配信)を開催[221][222]。

### 2022年
- 1月3日(月)、「TOKYO IDOL PROJECT × @JAM ニューイヤープレミアムパーティー2022」(@Zepp DiverCity(TOKYO)ほか)に出演[223]。
- 1月10日(月・祝)、「TIF成人式2022 in 神田明神」(@神田明神ホール)に出演[224]。全員が着物姿でライブを行った。
- 1月16日(日)、「ukkaファンクラブ会員限定キックオフイベント」(@HUMAXシネマ池袋(シネマ3))を開催。2部制。
- 2月13日(日)、「brauerei shinjuku vol.8」(@新宿BLAZE)に出演[225]。葵るりはお休み[226]。
- 2月17日(木)、「真っ白なアトリエ vol.14」(@Spotify O-WEST)に出演[227]。
- 2月19日(土)、「ukka 2nd Single「MORE!×3」 リリース記念イベント」(@アリオ橋本1F屋外イベント広場)を開催[228]。
- 3月1日(火)、「H.I.P. presents GIG TAKAHASHI 2」(@Zepp Haneda)に出演[229]。川瀬あやめはお休み。
- 3月5日(土)、「ukka 2nd Single「MORE!×3」 リリース記念イベント」(@セブンパーク天美 AMAMI STADIUM)を開催[230]。
- 3月12日(土)、芹澤もあ生誕ソロライブ「Moa's 16th birthday party～2022～」、茜空生誕ソロライブ「19-生々流転-」(@KANDA SQUARE HALL)を開催[231]。
- 3月13日(日)、「IDORISE!! FESTIVAL 2022」(@Spotify O-EAST他)に出演[232]。
- 3月19日(土)、「LEADING PREMIUM」(@WOMB LIVE)に出演[233]。LinQとのツーマンライブ。
- 3月20日(日)、「MAGIC JAM vol.3」(@恵比寿LIQUIDROOM)に出演[234]。lyrical schoolとのツーマンライブ。
- 3月25日(金)、「スカポンフェス！」(@EXシアター六本木)に出演[235]。
- 3月27日(日)、「ukka 2nd Single「MORE!×3」 リリース記念イベント」(@西武園競輪場 サイクルシアター)を開催[236]。
- 4月2日(土)、東名阪ツアー「ukka New Style LIVE TOUR2022「MORE!×3」」東京公演(@ヒューリックホール東京)を開催[237][238]。
- 4月3日(日)、東名阪ツアー「ukka New Style LIVE TOUR2022「MORE!×3」」大阪公演(@Takara Osaka)を開催[237]。2部制。
- 4月6日(水)、6thシングル『MORE!×3』発売(ukka改名後の2nd Single)[239]。
- 4月10日(日)、東名阪ツアー「ukka New Style LIVE TOUR2022「MORE!×3」」名古屋公演(@DIAMOND HALL)を開催[237]。2部制。
- 4月16日(土)、「ukka 2nd Single「MORE!×3」 リリース記念イベント」(@ららぽーと立川立飛2Fイベント広場)を開催[240]。
- 4月17日(日)、「ukka 2nd Single「MORE!×3」 リリース記念イベント」(@ダイバーシティ東京プラザ店フェスティバル広場)を開催[241]。
- 4月24日(日)、「IDOL SQUARE」(@大手町三井ホール)に出演[242]。フジテレビ系音楽情報番組「Tune」連動イベント。1部に出演。
- 4月30日(土)、「ukka 2nd Single「MORE!×3」 リリース記念イベント」(@マリーグラン赤坂シーブルー)を開催[243]。
- 5月5日(木・祝)、「ukka New Style LIVE TOUR 2022 An encore Show 「No cap?」」(@恵比寿ザ・ガーデンホール)を開催。本公演において、2022年秋にテイチクエンタテインメントよりメジャーデビューすることがサプライズ発表された[244][245][246][247]。
- 5月7日(土)、「JAPAN CENTRAL IDOL FESTIVAL 2022」2日目(@Aichi Sky Expo)に出演[248]。
- 5月8日(日)、「ukka 2nd Single「MORE!×3」 リリース記念イベント」(@イオンモール常滑 きゅりお ワンダーステージ)を開催[249]。
- 5月22日(日)、「リーディング エクストロメ‼︎」(@福島県 三崎公園野外音楽堂)2日目に出演[250]。葵るりはお休み。
- 5月29日(日)、「@JAM 2022 Day2〜SUPER LIVE〜」(@Zepp DiverCity(TOKYO))に出演[251]。
- 6月4日(土)、「ツアーでここいく？いざ青クマリューム出陣ツアー　〜仙台編〜」(@仙台E-BeanS 10階屋上特設ステージ)に出演。葵るりはお休み[252]。
- 6月12日(日)、「KAWAII SHINES!!～ukka編～」(@サンリオピューロランド1階フェアリーランドシアター)を開催[253]。葵るりはお休み。
- 6月19日(日)、「YATSUI FESTIVAL!2022」(@Spotify O-EAST、duo MUSIC EXCHANGE他)2日目に出演[254]。
- 7月3日(日)、「超NATSUZOME 2022」(@幕張海浜公園Gブロック特設会場)2日目に出演[255]。
- 7月8日(金)、「IDOL OF THE YEAR 2022 予選グループD」(オンライン)に出演[256]。予選突破はならず。
- 7月10日(日)、「NEO JAPONISM presents 2MAN TOUR 結-yui- to Zepp Diver City」(@duo MUSIC EXCHANGE)に出演。NEO JAPONISMとのツーマンライブ。
- 7月23日(土)、「SEKIGAHARA IDOL WARS 2022 – 関ケ原唄姫合戦-」(@岐阜県 桃配運動公園)に出演[257]。芹澤もあはお休み。
- 7月29日(金)、「六本木アイドルフェスティバル2022」Day1(@六本木ヒルズアリーナ)に出演[258]。川瀬あやめと芹澤もあはお休み。
- 7月31日(日)、「ギュウ農フェス Rebuild in 宇都宮」(@HEAVEN'S ROCK 宇都宮 (VJ-2)他)に出演[259]。川瀬あやめと芹澤もあはお休み。
- 8月3日(水)、11月16日リリースのメジャー1stミニアルバム「青春小節」から「Viva La Vida」が先行配信開始[260]。
- 8月5日(金)、6日(土)、「TOKYO IDOL FESTIVAL 2022 supported by にしたんクリニック」(@お台場・青海周辺エリア)に出演(HOT STAGEとDREAM STAGE(5日)、SKY STAGEとSMILE GARDEN(6日))[261]。5日に出場した「にしたんクリニック タンバリンダンス選手権」(SMILE GARDEN)で優勝した。
- 8月16日(火)、メジャー1stミニアルバム「青春小節」リリース記念イベント(@愛知県 イオンモール東浦 １F セントラルコート)を開催[262]。
- 8月17日(水)、メジャー1stミニアルバム「青春小節」リリース記念イベント(@大阪府 セブンパーク天美 AMAMI STADIUM)を開催[263]。
- 8月20日(土)、配信ミニライブ(YouTube)＆特典会を開催(@Space emo 池袋、無観客での配信)[264]。
- 8月21日(日)、メジャー1stミニアルバム「青春小節」リリース記念イベント(@吉祥寺キラリナ)を開催[265]。
- 8月28日(日)、「@JAM EXPO 2022」(@横浜アリーナ)3日目に出演[266]。
- 9月3日(土)、メジャー1stミニアルバム「青春小節」リリース記念イベント(@ららぽーと横浜1FセントラルガーデンKiLaLa)を開催[267]。
- 9月4日(日)、メジャー1stミニアルバム「青春小節」リリース記念イベント(@ららぽーと立川立飛2Fイベント広場)を開催[268]。葵るりはお休み。
- 9月10日(土)、メジャー1stミニアルバム「青春小節」リリース記念イベント(@吉祥寺キラリナ)を開催[269]。
- 9月11日(日)、「ukka & CYNHN合同リリースイベント」(@西武園競輪場サイクルシアター)を開催。レーベルメイトとなるCYNHNとの合同イベント[270]。
- 9月17日(土)、メジャー1stミニアルバム「青春小節」リリース記念イベント(@カメイドクロック1Fカメクロコート)を開催[271]。
- 9月18日(日)、メジャー1stミニアルバム「青春小節」リリース記念イベント(@タワーレコード錦糸町パルコ店)を開催[272]。
- 9月19日(月・祝)、メジャー1stミニアルバム「青春小節」リリース記念イベント(@千葉・モリシア津田沼 1F センターコート)を開催[273]。
- 9月23日(金・祝)、「柚姫の部屋フェス」(@CLUB CITTA') 第2部に出演[274]。
- 10月9日(日)、「ukka Presents Birthday party」(@新宿ReNY、＜1部＞村星りじゅ 生誕ソロライブ「20歳〜Live every moment〜」＜2部＞川瀬あやめ 生誕ソロライブ「〜ayamaison2022〜」)を開催[275]。
- 10月29日(土)、メジャー1stミニアルバム「青春小節」リリース記念イベント(@ステラタウン大宮)を開催。
- 10月30日(日)、メジャー1stミニアルバム「青春小節」リリース記念イベント(@アリオ橋本)を開催。
- 11月3日(木・祝)、ワンマンライブ「ALLOUT SECOND」(@日テレらんらんホール)を開催。オリジナル曲全44曲を披露(メドレー形式含む)[276][277]。ライブの中で元EE JUMPの後藤祐樹と芹澤もあの対談VTRが披露され、後藤祐樹と芹澤もあが親子関係であることが初公表された[278][279]。
- 11月15日(火)、メジャー1stミニアルバム「青春小節」リリース記念イベント(@マリーグラン赤坂)を開催。
- 11月16日(水)、テイチクエンタテインメントよりメジャーデビュー[280]。ミニアルバム『青春小節』を発売。レーベルはインペリアルレコード所属。
- 11月19日(土)、メジャー1stミニアルバム「青春小節」リリース記念イベント(@ダイバーシティ東京)を開催。
- 11月20日(日)、メジャー1stミニアルバム「青春小節」テイチクオンライン限定BOX購入者によるスペシャルイベント「Major Début Special Party 〜 Blue Spring novel 〜」(@J-SQUARE SHINAGAWA)を開催[281]。3部制。
- 11月23日(水・祝)、メジャー1stミニアルバム「青春小節」リリース記念イベント(@アリオ橋本)を開催。
- 11月26日(土)、「私立恵比寿中学秋田分校～お待たせしました美の国感謝祭～」(@あきた芸術劇場ミルハス 大ホール)に出演[282]。
- 11月29日(火)、メジャー1stミニアルバム「青春小節」リリース記念イベント(@タワーレコード新宿)を開催。
- 12月12日(月)、「MARQUEE祭Vol.124」(@Spotify O-EAST)に出演。
- 12月21日(水)、ワンマンライブ「ukka X’mas LIVE PARTY 2022」(@1000CLUB)を開催。
- 12月28日(水)、「LEADING PREMIUM 年末感謝祭 '22」(@Spotify O-WESTほか)に出演。
- 12月31日(土)、「第6回 ももいろ歌合戦」(@日本武道館)に出演[283]。

### 2023年
- 1月3日(火)、「TOKYO IDOL PROJECT × @JAM ニューイヤープレミアムパーティー2023」(@Zepp DiverCity(TOKYO)ほか)に出演[284]。
- 1月14日(土)、「スタプラアイドルフェスティバル～今宵、シンデレラグループが決まる～powered by スタプラアイドルラジオ」(@横浜アリーナ)に出演[285]。茜空と葵るりは欠席。
- 1月19日(木)、「おいでよZeppデパート！ワン！ツー！スリーデイズ！～大舞台へ一直線！～」Day2 (@ Zepp DiverCity(TOKYO))に出演。クマリデパートとのツーマンライブ。葵るりは欠席。
- 1月29日(日)、「＃ババババンビ presents 馬馬馬馬鹿者祭」(@Spotify O-WEST)に出演。
- 2月4日(土)、「H.I.P. presents GIG TAKAHASHI 2 ~tour 2023~」(@Zepp Haneda)に出演[286]。
- 2月5日(日)、「EVOLUTION POP! Vol.65」(@Spotify O-WEST)に出演。タイトル未定、fishbowlとのスリーマンライブ。
- 2月11日(土・祝)、「ukka Presents Birthday party」(@代官山UNIT)を開催。1部が芹澤もあ 生誕ソロライブ「Moa’s 17th birthday party〜2023〜」、2部が茜空 生誕ソロライブ「20 -星雲之志-」。
- 2月18日(土)、19日(日)、「miniちかっぱ祭 ver.2.0」(@福岡 DRUM LOGOS)に両日とも出演。
- 2月26日(日)、「ukka Major Debut Spring Tour 2023」(@横浜ベイホール)を開催。
- 3月1日(水)、「dot yell fes 2周年SP DAY2」(@KT Zepp Yokohama)に出演。
- 3月5日(日)、「ukka Major Debut Spring Tour 2023」(@仙台darwin)を開催。コロナ禍以後のワンマンで初めて声出しが解禁された。
- 3月12日(日)、「IDORISE!! FESTIVAL 2023」(@Spotify O-EAST他)に出演。
- 3月19日(日)、「ukka Major Debut Spring Tour 2023」(@福岡 DRUM Be-1)を開催。
- 3月26日(日)、「ukka Major Debut Spring Tour 2023」(@愛知 ell.FITS ALL)を開催。
- 3月30日(木)、LINE BLOGのサービス終了に伴い、公式ブログをAmebaブログ(アメブロ)に移転。
- 4月1日(土)、「ukka Major Debut Spring Tour 2023」(@大阪 ESAKA MUSE)を開催。
- 4月16日(日)、「ukka Major Debut Spring Tour 2023」(@品川ステラボール)を開催[287][288]。
- 4月22日(土)、「アイドルジェネレーション vol.60 in 中野サンプラザ」に出演。
- 4月23日(日)、「クロフェス2023～野外フェスでキュンからのバッキューン♡だしん！！～」(@海の森水上競技場)に出演。
- 4月29日(土・祝)、メジャー1stシングル『wonder little love』のリリース記念イベントを開催(@新宿マルイメン屋上)。リリイベは6月25日(@ダイバーシティ東京プラザ フェスティバル広場)まで全16回開催。
- 5月5日(金・祝)、「JAPAN CENTRAL IDOL FESTIVAL 2023」(@Aichi Sky Expo)DAY1に出演。
- 5月21日(日)、「KAWAII SHINES!!～ukkaおかわり編～」(@サンリオピューロランド)を開催[289]。
- 6月3日(土)、「ukka Presents Birthday party」(@Studio Freedom)を開催。1部が結城りな生誕ソロライブ「”What is ”」、2部が葵るり生誕ソロライブ「〜かわいいが大渋滞♡〜」。
- 6月18日(日)、「YATSUI FESTIVAL! 2023」(@WOMB)に出演。
- 6月21日(水)、メジャー1stシングル『wonder little love』を発売。6月20日付オリコンデイリーシングルランキングで3位、7月3日付ウィークリーランキングで5位(推定売上枚数11863枚)を記録。
- 7月1日(土)、「超NATSUZOME2023」(@海浜幕張公園Gブロック特設会場)に出演。
- 7月14日(金)、「ukka × fishbowl OUTPUT OKINAWAツーマンライブ -1DAY- supported タワーレコード那覇店」を開催。
- 7月15日(土)、「ukka × fishbowl OUTPUT OKINAWAツーマンライブ -2DAY- supported タワーレコード那覇店」を開催。
- 7月16日(日)、「SPARK2023 in YAMANAKAKO」(@山中湖交流館きらら)に出演。
- 7月30日(日)、「六本木アイドルフェスティバル2023」Day2(@SUMMER STATION LIVEアリーナ(六本木ヒルズアリーナ))に出演。
- 8月4日(金)、6日(日)、「TOKYO IDOL FESTIVAL 2023 supported by にしたんクリニック」(@お台場・青海周辺エリア)に出演。
- 8月12日(土)、13日(日)、「miniちかっぱ祭ver.5.0 in OSAKA」(@CCO クリエイティブセンター大阪)に出演。
- 8月14日(月)、「ZERO PROJECT ORIGAMI2周年記念ライブ」(@Zepp DiverCity)にゲスト出演。芹澤もあは都合によりお休み。
- 8月17日(木)、「NEO KASSEN 2023」(@Spotify O-EAST他)に出演。
- 8月24日(木)、「drown in your night tokyo vol.2」(@恵比寿LIQUID ROOM)に出演。
- 8月26日(土)、「@JAM EXPO 2023 supported by UP-T」(@横浜アリーナ)に出演。
- 9月26日(火)、川瀬あやめが本年12月30日をもってグループから卒業することを発表[290][291][292]。
- 9月30日(土)、ワンマンライブ「cresc.」(@渋谷Veats)を開催[293]。
- 10月9日(月・祝)、メジャー1stフルアルバム『青春小節～音楽紀行～』リリース記念イベントを開催(@光が丘IMA光の広場)。リリイベは12月24日まで全16回開催(配信イベントを含む)。
- 10月14日(土)、ワンマンライブ「déjà-vu」(@東京キネマ倶楽部)を開催[294]。本公演において新メンバーとして宮沢友、坂井小春が11月24日よりグループに加入することが発表された[14]。
- 10月29日(日)、「スタプラアイドルフェスティバル～秋の新曲収穫祭～」(@横浜アリーナ)に出演[295][296]。
- 10月31日(火)、「ナナランドのハロウィンランド！2023」(@Veats SHIBUYA)に出演。
- 11月4日(土)、「ukka Presents Birthday party」(@代官山UNIT)を開催。1部が村星りじゅ生誕ソロライブ「〜Blue Star〜」、2部が川瀬あやめ生誕ソロライブ「〜ayamaison2023 LAST〜」。
- 11月12日(日)、「HERE presents『ハイテンションフェス2023』」(@新宿BLAZE)に出演。
- 11月18日(土)、ONIGAWARAの結成10周年イベント「10周年だよ！ガワラまつり」(@新宿LOFT)の第1部「アイドルまつり」に出演[297][298]。
- 11月24日(金)、宮沢友、若菜こはるの2名が新メンバーとしてグループに加入[14]。
- 12月3日(日)、「TODOROCK!! IDOL FESTIVAL」(@とどろきアリーナ)に出演。
- 12月8日(金)、「川瀬あやめソロライブ〜スキダラケですか？〜」(＠SUPERNOVA KAWASAKI)を開催。
- 12月10日(日)、「ッスッゴイライブ〜5th anniversary SP LIVE〜」(@品川ステラボール)に出演。
- 12月20日(水)、メジャー1stフルアルバム『青春小節～音楽紀行～』を発売[299]。
- 12月30日(土)、「川瀬あやめ卒業公演〜次のストーリー〜」(@ヒューリックホール)を開催。本公演をもって川瀬あやめがグループを卒業[13]。
- 12月31日(日)、「第7回 ももいろ歌合戦」(@横浜アリーナ)に出演。

### 2024年
- 1月21日(日)、ワンマンライブ「New Chapter"7"」(@恵比寿LIQUID ROOM)を開催。新メンバーの宮沢友と若菜こはるを加えた新体制7人でのお披露目公演[300][301][302]。
- 1月27日(土)、「dot yell fes 新春SP 2024」(@ジャパンパビリオンホール)に出演。
- 1月28日(日)、「shibuya luisant Vol.25」(@Veats SHIBUYA)に出演。
- 2月3日(土)、メジャー2ndシングル『Overnight Rainbow』リリース記念イベントを開催(@上野マルイ屋上イベントスペース)。リリイベは3月24日まで全18日開催(配信イベントを含む)。
- 2月17日(土)、「ukka Presents Birthday party」(@東京キネマ倶楽部)を開催。1部が芹澤もあ 生誕ソロライブ「「Moa’s 18th birthday party～2024～」、2部が茜空 生誕ソロライブ「21 -百花繚乱-」。
- 3月9日(土)、「IDORISE!! FESTIVAL 2024」(@Spotify O-EAST)に出演。
- 3月10日(日)、春ツアー「The Journey Begins Tour 2024 Spring ～HOP・STEP・JUMP!!～」(@柏PALOOZA)を開催。
- 3月16日(土)、「竹芝音楽祭2024」(@東京ポートシティ竹芝)に出演。
- 3月17日(日)、「The Journey Begins Tour 2024 Spring ～HOP・STEP・JUMP!!～」(@愛知 ElectricLadyLand)を開催。
- 3月20日(水・祝)、メジャー2ndシングル『Overnight Rainbow』を発売[303]。
- 3月31日(日)、「The Journey Begins Tour 2024 Spring ～HOP・STEP・JUMP!!～」(@HEAVEN’SROCK さいたま新都心VJ-3)を開催。
- 4月14日(日)、「ばってん少女隊2024 春が来てureshiinoツアー」(@Zepp Namba)に出演。
- 4月27日(土)、「The Journey Begins Tour 2024 Spring ～HOP・STEP・JUMP!!～」(@福岡 BEAT STATION)を開催。
- 5月11日(土)、「MAWA LOOP OSAKA 2024」(@心斎橋BIGCATほか)に主演。
- 5月12日(日)、「The Journey Begins Tour 2024 Spring ～HOP・STEP・JUMP!!～」(@大阪 バナナホール)を開催。
- 5月19日(日)、「The Journey Begins Tour 2024 Spring ～HOP・STEP・JUMP!!～」(@神奈川 SUPER NOVA)を開催。
- 5月26日(日)、「The Journey Begins Tour 2024 Spring ～HOP・STEP・JUMP!!～」(@仙台Darwin)を開催。
- 6月15日(土)、「YATSUI FESTIVAL! 2024」DAY1(@WOMB)に出演。
- 6月22日(土)、「The Journey Begins Tour 2024 Spring ～HOP・STEP・JUMP!!～」(@横浜ベイホール)を開催。
- 7月7日(日)、「The Journey Begins Tour 2024 Spring ～HOP・STEP・JUMP!!～」(@神田スクエアホール)を開催[304]。
- 7月13日(土)、コンセプトシングル『yummy!!』リリース記念イベントを開催(配信イベント)。リリイベは9月29日まで全23日開催(配信イベントを含む)。
- 7月14日(日)、「LEADING FUKUOKA DAY2」(@スカラエスパシオ)に出演。芹澤もあは欠席。
- 7月15日(月・祝)、「バリカタッ！」(@スカラエスパシオ)に出演。茜空と芹澤もあは欠席。
- 7月30日(火)、芹澤もあと結城りなが第2回スタコミュAWARDに出演。「スタッフから推され部門」に芹澤もあ『おはもあ配信』と結城りな『リナイトジャパン』がノミネートされた。
- 8月3日(土)、4日(日)、「TOKYO IDOL FESTIVAL 2024 supported by にしたんクリニック」(@お台場・青海周辺エリア)に出演。
- 8月15日(木)、「NEO KASSEN」(@Spotify O-EAST)に出演。
- 9月8日(日)、「UP-T presents かがやきフェス2024」(@本多の森北電ホール)に出演。
- 9月14日(土)、不正商品対策協議会(ACA)主催「不正商品撲滅キャンペーン「ほんと？ホント！フェアin埼玉」」(@イオンレイクタウンkaze)に出演。
- 9月16日(月・祝)、「@ JAM EXPO 2024 supported by UP-T」(@横浜アリーナ)に出演。
- 9月25日(水)、コンセプトシングル『yummy!!』を発売[305][306]。
- 10月2日(水)、「かすみ草とステラ presents 大⻘春祭2024」(@Spotify O-EAST)に出演。
- 10月4日(金)、ワンマンライブ「doll」(@CLUB CITTA’)を開催[307]。
- 10月7日(月)、結城りなが「SASUKE女性アイドル予選会」に出場（応援ゲスト 芹澤もあ）、予選を突破しTBS系『KUNOICHI』（2025年1月13日放送）への出場権を獲得した。
- 10月13日(日)、FC(ファンクラブ)限定ライブ「ukkaの休日」(@池袋harevutai)を開催。
- 11月3日(日)、成城大学大学祭「柳祭2024」メインステージ(Bフェスティバル)に出演。
- 11月9日(土)、「YBSよっちゃばれfestival」(@山梨県甲府市 舞鶴城公園)に出演。
- 11月22日(金)、23日(土)、「STARDUST THE PARTY 2024」(@横浜BUNTAI)に出演[308]。各メンバーが学年別ユニットやMBTI別ユニット（村星ISFJ 茜ENFP 芹澤ESTP 結城ISTJ 葵ESFP 宮沢ISFP 若菜ENTP）にそれぞれ分かれパフォーマンスするなどした。芹澤もあはSNS選抜ユニット「Sugar NonSugar」として楽曲「だから褒めて♡」、結城りなは選抜ユニット「待つことが苦手組。」として楽曲「待つことが苦手になりました。」を披露した。
- 12月8日(日)、ワンマンライブ1部公演「泡沫」、2部公演「光彩」(@WWW X)を開催。2部制。
- 12月11日(水)、結城りなと宮沢友がそれぞれソロでカバーしたボカロ楽曲が配信リリースされた。「心拍数#0822 covered by 結城りな」「シロガラス covered by 宮沢友」の2曲。
- 12月22日(日)、「ukka フリーライブ2024」(@ららぽーとTOKYO-BAY)を開催。2部制。
- 12月27日(金)、「LEADING PREMIUM 年末感謝祭 '24」(@Spotify O-EAST)に出演。

### 2025年
- 1月3日(金)、「謹賀新年！アイドル初夢ライブ 2025 supported by @JAM/ダイキサウンド」(@Zepp DiverCity(TOKYO))に出演。
- 1月12日(日)、ワンマンライブ「ukka music and sound awards」(@豊洲PIT)を開催。ファンの投票による楽曲大賞ライブ[309]。
- 1月18日(土)、メジャー3rdシングル『T』リリース記念イベントを開催(配信イベント)。リリイベは3月30日まで全23日開催(配信イベントを含む)。
- 1月25日(土)、ワンマンライブ「fukuoka de ukka!」(@福岡BEAT STATION)を開催。
- 1月26日(日)、yosugala × ukka 2マンライブ「night is young! vol.12」(@福岡BEAT STATION)に出演。
- 1月28日(火)、「ShiShiFes」(@Spotify O-EAST)に出演。
- 2月10日(月)、「HBCアイドル祭り2025 ｢なまらしばれる アイドルMonday！in Zepp Sapporo｣」に出演。
- 3月26日(水)、メジャー3rdシングル『T』を発売[310]。
- 4月12日(土)、「ukka 10th Anniversary Live vol.1」(@SUPERNOVA KAWASAKI)を開催。1部が結城りな生誕ソロライブ「Wonder」、2部が結城りなプロデュースワンマンライブ「音楽」。
- 5月10日(土)、「ukka 10th Anniversary Live vol.2」(@1000 CLUB)を開催。1部がいぎなり東北産とのツーマンライブ、2部が茜空プロデュースワンマンライブ「響く、青春小節。」。
- 5月25日(日)、「@JAM2025 Day2〜SUPER LIVE〜」(@Zepp DiverCity(TOKYO))に出演。
- 6月8日(日)、「ukka 10th Anniversary Live vol.3」(@Spotify O-WEST)を開催。1部がAMEFURASSHIとのツーマンライブ、2部が若菜こはるプロデュースワンマンライブ「成長日記」。
- 6月21日(土)、「YATSUI FESTIVAL! 2025」1日目に出演。
- 6月30日(月)、「「JAPAN IDOL SUPER LIVE 2025」ULTRA FES@豊洲PIT編」に出演。
- 7月5日(土)、「超NATSUZOME 2025」(@幕張海浜公園Gブロック特設会場)に出演。
- 7月19日(土)、「ukka 10th Anniversary Live vol.4」(@Veats Shibuya)を開催。1部が葵るり生誕ソロライブ「幸せの葵るり~♡わたしらしさ♡~」、2部が葵るりプロデュースワンマンライブ「ukkawaii world!?」。
- 7月21日(月・祝)、「IDOL ∞ INFINITY SUMMER SP」(@竹芝ニューピアホール)に出演。
- 8月1日(金)、2日(土)、「TOKYO IDOL FESTIVAL 2025 supported by にしたんクリニック」に出演。
- 8月11日(月・祝)、FC(ファンクラブ)限定ライブ「羽化❀連合 渋周年集会」(@渋谷音楽堂)を開催。2部制。
- 8月15日(金)、「【歌の力】子供たちの未来のためのチャリティーライブ」(@きゅりあん品川区立総合区民会館大ホール)に出演。
- 8月19日(火)、10th Anniversary Album『青春小節〜約束と衝動〜』リリース記念イベントを開催(配信イベント)。
- 8月23日(土)、「YOEI FES」(@歌舞伎町タワー屋外タワーステージ)に出演予定。
- 8月24日(日)、「柚姫の部屋フェス2025」(@Zepp Shinjuku)の1部に出演予定。
- 8月31日(日)、「@JAM EXPO 2025 supported by UP-T」(@横浜アリーナ)2日目に出演予定。
- 9月14日(日)、「ukka 10th Anniversary Live vol.5」(@duo MUSIC EXCHANGE)を開催予定。1部がfishbowlとのツーマンライブ、2部が宮沢友プロデュースワンマンライブ「〜ナナイロのアーチ〜」。
- 9月27日(土)、ワンマンライブ「okinawa de ukka!」(@沖縄 桜坂セントラル)を開催予定。
- 9月28日(日)、yosugalaとの2マンライブ「okinawa luisant」(@沖縄 桜坂セントラル)に出演予定。
- 10月10日(金)、11日(土)、12日(日)、『IDOL KINGDOM TAIPEI』(@統一時代百貨夢廣場(台湾))に出演予定。出演日は後日発表。
- 10月18日(土)、「ukka 10th Anniversary Live vol.6」(@東京キネマ倶楽部)を開催予定。1部が村星りじゅ生誕ソロライブ、2部が村星りじゅプロデュースワンマンライブ。
- 11月15日(土)、「ukka 10th Anniversary Live vol.7」(@新宿ReNY)を開催予定。1部がばってん少女隊とのツーマンライブ、2部が芹澤もあプロデュースワンマンライブ。
- 11月19日(水)、10th Anniversary Album『青春小節〜約束と衝動〜』を発売予定。
- 12月6日(土)、「ukka 10th Anniversary Live vol.8」「 ALLOUT 3rd」(@恵比寿ザ・ガーデンホール)を開催予定。2部制。

## オリジナル曲
小目次: シングル - ミニアルバム - アルバム - その他の楽曲
スターダストの従来のアイドルグループとは異なり、正統派な楽曲にこだわっているのが特徴。理事長こと、スターダストプロモーションの取締役である藤下リョウジ氏は、桜エビ〜ずについて「スタダっぽく無い楽曲で勝負してみたいという画期的なグループ」と紹介している。

### 配信シングル
| # | タイトル     | 発売日        | 備考 | 収録アルバム |
| - | ------------ | ------------- | ---- | ------------ |
| 1 | Viva La Vida | 2022年8月3日  |      | 青春小節     |
| 2 | 空想トラベル | 2022年9月12日 |      | 青春小節     |

### その他の楽曲
- CD(2023年12月20日発売メジャー1stフルアルバム『青春小節～音楽紀行～』)収録曲。
  - 本アルバムは、オリコンデイリーアルバムランキングで7位(2023年12月19日、24日付)、週間アルバムランキングで10位(2024年1月1日付)を獲得。

| 曲名                          | 作詞                         | 作曲              | 編曲               | 備考 |
| ----------------------------- | ---------------------------- | ----------------- | ------------------ | --- |
| ティーンスピリット            | タカハシヒョウリ(オワリカラ) | Dr.Usui           | Dr.Usui            | 2023年10月1日より楽曲の一部がTikTokにて先行配信。同月15日に楽曲全体をデジタル配信 2023年9月30日、ワンマンライブ「cresc.」(@渋谷Veats)において初披露。振付はAnna（宇野木杏奈） |
| Rising dream                  | 中村彼方                     | 賀佐泰洋          | 賀佐泰洋           | 2023年10月30日より楽曲の一部をTikTokにて先行配信。11月8日に楽曲全体をデジタル配信 2023年10月29日、「スタプラアイドルフェスティバル～秋の新曲収穫祭～」(@横浜アリーナ)において初披露。振付は長田香南(KANA) |
| don’t say Love                | 中村彼方                     | 徳田光希          | 佐藤清喜／徳田光希 | 2023年11月12日、「HERE presents『ハイテンションフェス2023』」(@新宿BLAZE)において初披露。振付はTsuuu |
| コズミック・フロート          | 藤原優樹                     | 徳田光希、whatsme | whatsme            | 2023年1月18日(水)にデジタルリリース。同年2月4日YouTubeにてMV公開。 2023年1月19日、「おいでよZeppデパート！ワン！ツー！スリーデイズ！～大舞台へ一直線！～」Day2 (@Zepp DiverCity)において初披露。振付はACHI。 同月25日〜2月8日の期間限定で、本曲とインストゥルメンタル音源を収録したCDをテイチクオンラインショップにて販売。 artworkはchao! |
| カノープス                    | オーノカズナリ               | 八木篤史          | 賀佐泰洋           | 2023年12月3日、「TODOROCK!! IDOL FESTIVAL」(@とどろきアリーナ)において初披露。振付は續いくえ |
| つなぐ                        | 中村彼方／オーノカズナリ     | 坂部剛            | 坂部剛             | 2023年12月13日デジタル配信開始。同月27日YouTubeにてMV公開。 2023年12月23日、「メジャー1st Full Albumリリース記念イベント」(@タワーレコード渋谷店 B1F CUTUP STUDIO)において初披露。振付は長田香南(KANA) |
| スーパーガール★センセーション | 縄田寿志                     | 縄田寿志          | 縄田寿志           | 2023年12月16日YouTubeにてMV公開。 2023年12月23日、「メジャー1st Full Albumリリース記念イベント」(@タワーレコード渋谷店 B1F CUTUP STUDIO)において初披露。振付はYuuki(GANMI) |

- CD(2024年3月20日発売メジャー2ndシングル『Overnight Rainbow』)収録曲[324][325]。
  - 本シングルは、オリコンデイリーシングルランキングで4位(2024年3月24日付)、週間シングルランキングで7位(2024年4月1日付)を獲得。

| 曲名                     | 作詞     | 作曲    | 編曲     | 備考 |
| ------------------------ | -------- | ------- | -------- | --- |
| Overnight Rainbow        | 岩崎慧   | 岩崎慧  | 岩崎慧   | 2024年1月24日にデジタル配信にて先行リリース 2024年1月21日、ワンマンライブ「New Chapter"7"」(@恵比寿LIQUID ROOM)において初披露。振付はACHI。BS11「アニゲー☆イレブン！」4月度エンディングテーマ。三重テレビ「Mieライブ」4月度エンディングテーマ。 |
| 透明                     | yacco    | tee tea | SHINTA   | 2024年2月21日にデジタル配信にて先行リリース 2024年2月23日、「Overnight Rainbow」リリース記念配信ミニライブにおいて初披露。振付はACHI。「秘密のケンミンSHOW 極」4月クールエンディングテーマ。                                                    |
| マーマレード・フレイバー | 永塚健登 | 徐賢眞  | 大沢圭一 | 2024年3月11日にTikTokで一部先行配信 2024年3月10日、「The Journey Begins Tour 2024 Spring ～HOP・STEP・JUMP!!～」(@柏PALOOZA)において初披露。振付は元HKT48のHaruka(上野遥)。                                                                     |

- CD(2024年9月25日発売コンセプトシングル『yummy!!』)収録曲[328][329]。
  - 本シングルは、オリコンデイリーシングルランキングで3位(2024年9月24日付)、週間シングルランキングで6位(2024年10月7日付)を獲得。

| 曲名               | 作詞       | 作曲       | 編曲         | 備考 |
| ------------------ | ---------- | ---------- | ------------ | --- |
| 推≒恋              | さとうもか | さとうもか | kiwano       | 2024年7月10日にTikTokで一部先行配信。同年9月2日デジタルリリース。 「推≒恋」の読みは「おしこい」。振付は槙田紗子。 2024年7月20日、「コンセプトシングル「yummy!!」リリース記念イベント」(@ららぽーと豊洲)にて初披露。 「アニゲー☆イレブン!」(BS11)2024年9月度エンディングテーマ。 |
| 結び目             | Misumi     | Misumi     | Misumi       | 2024年9月11日デジタルリリース。 2024年8月18日、「コンセプトシングル「yummy!!」テイチクオンライン盤限定イベント」(@J-SQUARE SHINAGAWA)にて初披露。 振付はACHI。 |
| マリオネットガール | 香椎モイミ | 香椎モイミ | Moimi Kashii | 2024年8月18日、「コンセプトシングル「yummy!!」テイチクオンライン盤限定イベント」(@J-SQUARE SHINAGAWA)にて初披露。 振付は理土(リド)。 |

- CD(2025年3月26日発売メジャー3rdシングル『T』[330][331])収録曲。
  - 本シングルは、オリコンデイリーシングルランキングで3位(2025年3月25日付)、週間シングルランキングで5位(2025年4月7日付)を獲得。

| 曲名              | 作詞           | 作曲                 | 編曲          | 備考 |
| ----------------- | -------------- | -------------------- | ------------- | --- |
| TOUTOI            | mitsuki taneda | Yuzuru Kusugo        | Yuzuru Kusugo | 2025年1月29日にデジタル配信で先行配信。 2025年1月12日、ワンマンライブ「ukka music and sound awards」(@豊洲PIT)にて初披露。振付はRINO HONDA。 |
| Trip To The TKY   | ササノマリイ   | ササノマリイ         | ササノマリイ  | 2025年2月26日にデジタル配信で先行リリース。 2025年2月22日、3rd Single「T」リリースイベント(@ワールドポーターズ)にて初披露。振付はACHI。      |
| Tokyo Landed Girl | Yuka Goto      | WON AGAIN、Yuka Goto | WON AGAIN     | 2025年3月9日、3rd Single「T」リリースイベント(@J-SQUARE SHINAGAWA)にて初披露。振付は續いくえ。                                               |

- コラボ曲

| 曲名                    | 作詞     | 作曲   | 編曲                              | 備考 |
| ----------------------- | -------- | ------ | --------------------------------- | --- |
| 夢幻歌劇 (むげんかげき) | オークラ | カンケ | 柏崎三十郎 (Kashiwazaki Sanjyuro) | いぎなり東北産とのコラボユニット「えびとう産」名義の楽曲 2017年3月26日、いぎなり東北産と桜エビ～ずのツーマンライブ(@下北沢GARDEN)において初披露。同日、CD-Rをライブ会場限定で販売。ラベルは手描きの物を印刷したものが3種でランダムに販売された |

- 参加曲

| 曲名          | 作詞                      | 作曲                      | 編曲      | 備考 |
| ------------- | ------------------------- | ------------------------- | --------- | --- |
| We Are "STAR" | 水野良樹 (いきものがかり) | 水野良樹 (いきものがかり) | nishi-ken | 「STARDUST PLANET」所属のアイドル全12組全員参加の新曲 スタプラ初の夏ライブイベント「夏S 2018」にあわせて制作された 2018年6月29日「スタプラ東京Vol.1」(@渋谷WWW X)の最後に、曲名や曲の情報は伏せた形で、ロッカジャポニカ、はちみつロケット、桜エビ〜ず、マジェスティックセブンの4組の合同により初披露された。 |

## カバー曲
私立恵比寿中学の研究生ユニットとして結成されたグループだが、カバー曲はエビ中の楽曲にとどまらず多岐に渡る。大別すると、次の4種類に分けられる。

- 私立恵比寿中学の楽曲
- 旧3Bjunior.やKAGAJO☆4Sなどスターダストの過去のアイドルグループの楽曲
- ハロプロ系の楽曲
- その他の楽曲

### ソロや季節イベントで披露された楽曲
メンバーのソロで披露された曲や、季節イベント限定の曲など、披露されるのが1回限りになると思われる楽曲をこの項目にまとめる。また、テレビ番組でのみ披露した曲も含める。なお、単独でのカバー楽曲のみを記載し、他のアイドルグループとのコラボ企画は除外した。

## 出演
小目次: テレビ - ラジオ - CM - ネット配信 - その他 - 書籍

### テレビ

#### 音楽番組
- 「Takanori Music Revolution #4」(2017年1月24日、フジテレビNEXT)に、水春 と 川瀬あやめ が出演。
- 「@JAM 2017 Day1～前編」(2017年7月8日、アイドル専門チャンネルPigoo) 2017年5月27日に行われた「@JAM 2017」のライブの模様とインタビューを放送。
- 「清塚信也のガチンコスターダストプラネット #23」(2017年12月27日、フジテレビNEXT)に川瀬あやめが出演し「Your innocence」(hiro)を歌唱。
- 「コアラモード.小幡康裕のガチンコスターダストプラネット #45」(2019年9月12日、フジテレビNEXT)に水春が出演し「Catch the Moment」(LiSA)を歌唱。
- 「@JAM TV powered by LIVE DAM STADIUM #5」(2019年9月30日(29日深夜)、日テレプラス) インタビュー及び「それは月曜日の9時のように」と「リンドバーグ」(ともにスタジオ収録)を放送。
- 「しおこうじ玉井詩織×坂崎幸之助のお台場フォーク村NEXT」(2019年11月12日、フジテレビNEXT) オープニングアクトとして出演し「それは月曜日の9時のように」を披露。
- 「西川貴教の僕らの音楽」(2020年2月20日、フジテレビNEXT) インタビュー及び「それは月曜日の9時のように」と「魔弾〜Der Freischüt〜」(ともにスタジオ収録)を放送。
- 「@JAM TV powered by LIVE DAM STADIUM #15」(2020年2月24日(23日深夜)、日テレプラス) 「キラキラ」と「グラジェネ」(ともにスタジオ収録)及びインタビューを放送。
- 「コアラモード.小幡康裕のガチンコスターダストプラネット #53」(2020年5月21日、フジテレビNEXT)に茜空が出演し「カブトムシ」(aiko)を歌唱。
- 「コアラモード.小幡康裕のガチンコスターダストプラネット #55」(2020年7月16日、フジテレビNEXT)に村星りじゅが出演し「夢見る少女じゃいられない」(相川七瀬)を歌唱。
- 「コアラモード.小幡康裕のガチンコスターダストプラネット #56」(2020年8月19日、フジテレビNEXT)に桜井美里が出演し「雨にキッスの花束を」(今井美樹)を歌唱。
- 「コアラモード.小幡康裕のガチンコスターダストプラネット #58」(2020年10月21日、フジテレビNEXT)に芹澤もあが出演し「君はロックを聴かない」(あいみょん)を歌唱[351]。
- 「WONDER WHEEL」(2021年5月14日、TOKYO MX) ゲスト出演[352]。
- 「スカパー！アイドルフェス！～2021クリスマス～」(2021年12月22日、BSスカパー！)に出演[353][354]。
- 「しおこうじ玉井詩織×坂崎幸之助のお台場フォーク村NEXT 第131夜」(2022年4月26日、フジテレビNEXT) オープニングアクトとして出演。
- 「歌のサンセット」(2022年11月11日、テレビ東京) に出演。「アフタヌーン・グラフィティ」を披露。
- 「Tune」(2022年11月24日深夜、フジテレビ)に出演。「空想トラベル」を披露。
- 「しおこうじ玉井詩織×坂崎幸之助のお台場フォーク村NEXT 第138夜」(2022年11月28日、フジテレビNEXT) オープニングアクトとして出演。
- 「しおこうじ玉井詩織×坂崎幸之助のお台場フォーク村NEXT 第144夜」(2023年5月9日、フジテレビNEXT) ゲスト出演。
- 「歌のサンセット」(2025年8月8日、テレビ東京)に出演。「それは月曜日の9時のように〜10th ver.〜」を披露。

#### 映画・ドラマ・バラエティ・その他
- 「激辛ドＭ男子#4 中学生アイドルにアゴで使われストレスだらけのマネージャー」（2015年11月3日、テレビ東京)　川瀬あやめ、村星りじゅ、茜空、桜井美里 が出演。Youtubeのプラテレ版
- 「エビ中 夏のファミリー遠足 略してファミえん in 富士急2016」（2016年10月16日、フジテレビNEXT)　川瀬あやめ と 茜空 が番組オープニングとエビ中電車リポート役、村星りじゅ が食レポ役、水春 と 桜井美里 がエビ中メンバーへのインタビュー役として出演。
- 「千原せいじのバズ☆ドルＷｉｔｈ松井玲奈」(2016年12月23日、テレビ愛知) に、ゲスト出演。
- 「三又ノ番組」(2017年2月9日、東日本放送 (※ネット局のテレビ神奈川では同年3月4日放送))において、「三又ノ番組アイドルフェスティバル」(2016年12月22日@仙台Rensa)でのライブ映像とトークの模様が放送された。
- 「オタクィーーーンイングリッシュ!」の「lesson2 Theme：IDOL(2)」と「lesson3 Theme：IDOL(3)」(2017年4月30日＆5月7日、テレビ埼玉)において、いぎなり東北産・桜エビ～ず ツーマンライブ 「当日までに仲良くなんかなれるかい！」(2017年3月26日@下北沢GARDEN)でのライブ映像や特典会の様子が放送された。
- 「でんぱの神神」#225 (2017年9月23日深夜、BS朝日)において、「＠JAM EXPO day1」(17/8/26、@横浜アリーナ)で茜空が参加した「でんぱ組・成瀬瑛美コラボステージ」のライブ直前までの模様を放送。
- 「先に生まれただけの僕」(2017年10月14日-12月16日、毎週土曜日、日本テレビ)に、水春 が岡村桜子役として出演した。
- 「咲-Saki- 阿知賀編 episode of side-A」(テレビドラマ)(2017年12月3日-25日、毎週日曜日、MBS (5日-27日、毎週火曜日、TBS))と同ドラマの特別編(2018年1月7日(MBS)、9日(TBS))に 水春 が江口セーラ役として出演。
- 「咲-Saki- 阿知賀編 episode of side-A」(映画) (2018年1月20日公開)に、水春 が江口セーラ役として出演。
- 「この指と〜まれ!」season2 #3 (2018年6月30日深夜、フジテレビ)に、メンバー全員がトークゲストとして出演。
- 「HOT WAVE」#420〜422 (2018年7月8日、15日、22日、テレビ埼玉)に、私立恵比寿中学、チームしゃちほこ、ときめき宣伝部、CROWN POP らとともに出演。
- 「エビス堂☆ゴールド」(2018年10月19日、ABS秋田放送)に、メンバー全員がゲスト出演。
- 「カワイク大爛闘!バトルロアイドル vol.2」(2020年9月25日(CS日テレ)、10月15日深夜(日本テレビ)、同月22日(BS日テレ))に、メンバー全員が出演[355]。
- 「この恋あたためますか」(2020年10月20日、TBS系)に出演[165]。
  - 主人公の井上樹木（森七菜）が所属していたアイドルグループ「Cupid」として出演。メンバーは樹木（メンバーカラー■グリーン）、桜井美里（■イエロー）、水春（■レッド）、川瀬あやめ（■ピンク）、村星りじゅ（■ブルー）、茜空（■オレンジ）、の6人であったが、樹木と入れ替わりで芹澤もあが新メンバーとして加入した。
  - 楽曲「それは月曜日の9時のように」が挿入歌で使われている（第1話、第6話）。
- 「ローモバアイドルチャレンジTV」(2021年5月3日〜6月7日、チバテレ)に、レギュラー出演[356][357][358]。本番組の企画であるスマホゲームアプリ「ロードモバイル」のギルド共闘戦対抗バトルにおいてukkaチームが優勝し、『白黒アンジャッシュ』のエンディングテーマソング枠を獲得した。
- 「白黒アンジャッシュ」の2021年7月度エンディングテーマソングにukkaの楽曲が採用される(2021年7月6日〜)。
- 「ドレスキーとコレスキー」(2022年11月12日、19日、テレビ埼玉ほか)にゲスト出演。
- 「関内デビル」(2022年11月14日〜18日、テレビ神奈川(tvk))にウィークリーゲストとして出演。
- 「アイドル大好き！ギュギュッとアイドル☆最強ランキング」(2022年12月3日深夜ほか、ミュージック・ジャパンTV)に出演。
- 「MM-TV」(2023年6月12日深夜ほか〜同月26日深夜ほか、MBSテレビ)に出演。ukka特集として大阪ロケの模様を放送。YouTubeでも公開。その①
- 「マチコミ」(2024年2月6日、テレビ埼玉)に、村星りじゅ、芹澤もあ、宮沢友、若菜こはるがゲスト出演。
- 「全力アピール アダムシアター」(2024年2月12日〜2月15日、同年8月6日、TBS)に出演。

#### 「桜エビ〜ず前線」
私立恵比寿中学のレギュラー番組「エビ中++」(BSフジ)内のコーナー「桜エビ〜ず前線」において、活動の様子が継続的に放送された(不定期放送)。過去の放送一覧は以下を参照。

#### 「スター☆ベガス」
スターダスト所属のアイドルグループが出演するドキュメントバラエティ番組「スター☆ベガス」において、活動の様子が不定期で放送された。過去の放送内容一覧は以下を参照。

### ラジオ
- 「タマリバ」(2019年11月1日,8日,15日,22日,29日、ABS秋田放送) - 月代わりアーティストコーナーに出演。
- 「ukkaり娘の浮かれでぃお」(2021年9月27日 - ) - 初ラジオ冠レギュラー番組[359]。

| 放送局          | 放送時間            | 備考                           |
| --------------- | ------------------- | ------------------------------ |
| IBC岩手放送     | 毎週土曜18:30-19:00 | 2022年4月3日放送開始           |
| JRT四国放送     | 毎週日曜12:45-12:55 | 2022年4月3日放送開始           |
| NBC長崎放送     | 毎週日曜16:00-16:15 | 2023年放送開始                 |
| ABC朝日放送     | 毎週日曜21:05-21:30 | 2023年11月5日放送開始          |
| TBC東北放送     | 毎週日曜23:20-23:30 | 2021年10月22日放送開始         |
| KBC九州朝日放送 | 毎週日曜24:00-24:30 | 月曜未明。2025年7月6日放送開始 |
| RFCラジオ福島   | 毎週月曜20:00-20:30 | 2022年3月28日放送開始          |
| ABS秋田放送     | 毎週火曜18:45-19:00 | 2022年9月30日放送開始          |
| FBC福井放送     | 毎週火曜20:40-21:00 | 2025年4月放送開始              |

### CM
- JR東日本 「【東京へ篇】自分の世界に、まだない場所へ。」(2023年) YouTube(JR東日本公式チャンネル)

### ネット配信

#### レギュラー番組
- 「桜エビ〜ずの愉快でhumhumhum♪ なSHOWROOM」[361]（2016年1月27日 - 、SHOWROOM） - 隔週水曜日19:00〜配信。humは本来はハムと読むが、この番組は、愉快でフフフなショールームと読む
- 「NATSLIVE 羽ばたく美味しさ！ukkafe」[362] (2022年5月14日 - 、NATSLIVE)
- 「ukka のちゃっかりブレイク⼤作戦!」(2025年1月28日 - 、YouTube) - 毎月2回配信。初バラエティ番組。MCは納言。

#### 過去のレギュラー番組
- 「桜エビ～ずの”アイドルへの道”」（2015年12月25日 - 2016年9月2日(8月26日配信開始分の配信終了日)、スマホでUSEN）
- 「桜エビ～ずYoutubeチャンネル」(桜エビチャンネル) (2019年8月1日 - 同年8月31日) - 一ヶ月間限定の配信企画。

#### ゲストなどでの出演
- 「DJ Tomoaki's Radio Show!」(下北FM)に、過去7回出演。
- 「レナのアイドル図鑑 バニラ味」（2016年11月24日 、生テレ）に、水春が出演。
- 「つりビットの今夜も大漁でSHOW」（2016年12月6日、SHOWROOM）に、水春と桜井美里が出演。
- 「私立恵比寿中学のSHOWROOM 〜90分スペシャル〜」（2017年1月10日、SHOWROOM）に、水春がMCとして出演。
- 「でんぱの神神」#276 (2017年9月22日配信開始、テレ朝動画)において、「＠JAM EXPO」(17/8/26、@横浜アリーナ)で、茜空が参加した「でんぱ組・成瀬瑛美コラボステージ」の様子を配信。
- 「ももクロ・エビ中緊急生特番！STARDUSTPLANET発足記念大感謝パーティー」(2018年2月17日、AbemaTV) に、水春と川瀬あやめが出演。
- 「桜エビ～ず水春の バラエティ寺子屋ABZ」(2018年3月29日、生テレ) - 水春がMCを務める配信番組の最終回に 芹澤もあ を除くメンバー4名がゲストとして出演。
- 「桜エビ～ず【初ニコ生】アルバム発売記念生放送」(2018年3月30日、ニコ生)を配信。メンバー6人全員出演。
- 「○○もういっちょ」(2018年9月15日〜配信開始、auサービスTOP／AbemaTV NEWSチャンネル) - 水春がMCを務める配信番組にゲスト出演。
- 「スタプラユニット総出演「ニコS」2日目」(2020年6月30日、ニコ生)を、メンバーがリモート形式で参加して配信。
- 「第4回ももいろ歌合戦」(2020年12月31日、AbemaTV) 松本明子との共演で「リンドバーグ」を披露[178]。
- 「WONDER WHEEL」(生配信3DCGバーチャル音楽ライブ番組)(2021年1月19日、YouTube)に、ゲスト出演。
- 「奥森皐月の公私混同 #17」(2021年7月22日、テレ朝動画)に、ゲスト出演[363]。
- 「矢口真里の火曜TheNIGHT」（2022年2月16日[364]、ABEMA）川瀬、村星、茜のみ出演。
- 「TALKIN' ABOUT」(2022年4月5日、YouTube)に、ゲスト出演[365]。
- 「WONDER WHEEL」(2022年4月20日、YouTube)に、ゲスト出演[366]。
- 「TALKIN' ABOUT season2」(2022年10月4日、YouTube)に、ゲスト出演[367]。
- 「TALKIN' ABOUT season2」(2023年5月2日、YouTube)に、ゲスト出演。
- 「MUSICGLOBE〜Buzz the World〜」#8 (2023年5月11日、YouTube)に、ゲスト出演。YouTube
- 「テイチク90周年記念オンラインフェス「テイチク90祭」」(2024年2月11日、YouTube)に出演[368]。

### その他
- MAGiC BOYZの「DK GO!!!」MVに、川瀬あやめ と 芹澤もあ が出演。録音にも参加した[369]。
- E TICKET PRODUCTIONの2ndミニアルバム「E TICKET RAP SHOW 2」(2018年4月4日発売)に、水春が参加[370][371][372][373]。
- B.L.T.web「2018年大注目！HOT UP!!!」(2018年1月17日 - ) - 週1回更新の短期集中連載。メンバー座談会[374][375]、ソログラビア[376][377][378][379][380][381]、メンバー毎の15問15答[382][383][384][385][386][387]を紹介。
- 「桜エビ〜ず 12ヶ月連続リリース企画で確立したアイデンティティ」(2019年8月20日、音楽ナタリー) 2ndアルバム『ocatave』リリース時の特集。メンバー全員のプロフィールとインタビューを掲載[134]。
- 「桜エビ～ず、アルバム「octave」リリース記念ロングインタビュー！みんなで語る・みんなのこと」(2019年9月10日、MIKAN) メンバーの人柄をメインに、アルバム「octave」や今後の希望などについてのインタビューを掲載[388]。
- 「ukka POP UP SHOP」(2020年8月8日〜10日)を、タワーレコード錦糸町パルコ店横催事スペースにおいて開催。衣装の展示やグッズの販売などが行われた[389]。
- 写真展「ukkaの素顔写しちゃうんです！」(2020年8月28日〜9月6日、同月8日〜13日)を、FUJIFILM WONDER PHOTO SHOPにおいて開催[390][391]。
- アパレルブランド「moz FOREST LABEL」とのコラボを展開。パーカーやTシャツを期間限定(2021年5月11日〜6月15日)で受注販売[392][393]。
- 写真展「ukkaの素顔写しちゃうんです！ Part.2」(2021年6月26日〜7月11日)を、FUJIFILM WONDER PHOTO SHOPにおいて開催[394][395]。
- 写真展「ukkaの素顔写しちゃうんです！ Part.3」(2023年6月30日〜7月12日)を、FUJIFILM WONDER PHOTO SHOPにおいて開催[396][397]。

### 書籍
- 『SCHOOL GIRLS BOOK 2015 capital side』(2015年10月15日発売、東京ニュース通信社)　メンバー4名(水春、川瀬、村星、茜)の写真と一人一人への15のQ&Aを掲載(p.32〜37)。
- 『Top Yell 特別編集 Top Yell NEO』(2016年6月30日発売、竹書房)　メンバー5名(水春、川瀬、村星、桜井、茜)のインタビュー(4頁)、「「桜エビ〜ず」5人の関係性が分かる!? 12のQuestions」(1頁)、「桜エビ〜ずの「現在」と「未来」」(2頁、「校長」こと藤井ユーイチ(スターダスト芸能3部マネージャー)のインタビュー)を掲載。
- 『Top Yell 2017年7月号』(2017年6月6日発売、竹書房)　いぎなり東北産とのツーマンライブ(2017年5月4日、@仙台・楽楽楽ホール)のレポート(p.19〜21)と、いぎなり東北産とのトークバトル(p.32〜35)を掲載。
- 『Top Yell NEO 2017~2018』(2017年12月28日発売、竹書房)　メンバー3名(水春、川瀬、茜)の鼎談インタビュー記事および「校長が語る「桜エビ〜ずの今後」」を掲載(p.114〜117)。
- 『日経エンタテインメント！ スターダストプラネット公式Special Book』(2018年7月19日発売、日経BP社)　メンバー1人2ページずつのソロインタビューを掲載(p.182〜195)。気になるスタプラメンバーとスタプラで今後挑戦してみたいことのアンケートも(p.75,135)。
- 『B.L.T. 2018年11月号』(2018年9月22日発売、東京ニュース通信社)　「210人の美女。」特集に、グループ写真とメンバー1人ずつの短めのインタビューを掲載(p.114〜115)。
- 『OVERTURE No.017』(2018年12月25日発売、徳間書店)　「星屑の煌めき「冬のSTARDUST PLANET祭り」」特集に、インタビュー記事と各メンバーの「今年手に入れた一番のアタリアイテム」の紹介を掲載(p.104〜106)。
- 『UTB+ vol.46』(2019年1月9日発売、ワニブックス)〜『同 vol.50』(2020年3月11日発売)　期間限定連載「桜エビ〜ずの全力○○(マルマル)!〜目指せトレンド入りっ!!〜」。
- 『MYNAVI SHINGAKU Magazine (マイナビ進学マガジン) 2019年4月号』(2019年4月発行(非売品)、マイナビ)　巻頭特集スペシャルインタビューを掲載(p.4〜10)。
- 『IDOL AND READ 019』(2019年6月21日発売、シンコーミュージック)　水春のグラビアと詳細なインタビューを掲載(p.98-113)[398]。
- 『ENTAME(エンタメ) 2019年8月号』(2019年6月28日発売、徳間書店)　「桜エビ〜ず、"脱・妹分宣言"!」としてメンバー全員のインタビューを掲載[399]。また各メンバーへの質問(QandA)も掲載(p.42〜45)[400]。
- 『MYNAVI SHINGAKU Magazine (マイナビ進学マガジン) 2019年8月号』(2019年8月発行(非売品)、マイナビ)　「桜エビ〜ずが私服コーデを披露 教えて「夏の勝負服」！」と題して、各メンバーの夏の私服とＱ&Ａ、および全員へのインタビューを掲載(p.48-53)。
- 『BUBKA 2019年10月号』(2019年8月30日発売、白夜書房)　「南波一海のライブアイドル a go! go!」にインタビュー記事を掲載(p.112-3)。
- 『ENTAME(エンタメ) 2019年12月号』(2019年10月30日発売、徳間書店)　「桜エビ〜ず 圧倒的なパフォーマンス！対戦型イベント「ライブスタイルダンジョン」の裏側を語る！」としてメンバー全員のインタビューを掲載(p.84〜85)[401]。
- 『IDOL AND READ 021』(2019年12月13日発売、シンコーミュージック) 川瀬あやめのグラビアと詳細なインタビューを掲載(p.148-163)[402]。
- 『Top Yell NEO 2019~2020』(2020年1月8日発売、竹書房)　メンバー全員のインタビュー記事を掲載(p.94-97)。
- 『IDOL AND READ 022』(2020年3月18日発売、シンコーミュージック)　茜空のグラビアと詳細なインタビューを掲載(p.162-177)[403]。
- 『IDOL AND READ 023』(2020年7月31日発売、シンコーミュージック)　桜井美里のグラビアと詳細なインタビューを掲載(p.142-157)[404]。
- 『IDOL AND READ 024』(2020年10月7日発売、シンコーミュージック)　村星りじゅのグラビアと詳細なインタビューを掲載(p.158-173)[405]。
- 『VDC Magazine 018』(2021年3月12日、Vocal & Dance Collection)　表紙に登場、ロングインタビューと撮り下ろしグラビアを掲載(p.19-30)[406]。
- 『Top Yell NEO 2021 SUMMER』(2021年6月30日発売、竹書房)　メンバー全員のインタビュー記事を掲載(p.104-107)。
- 『BUBKA 2021年9月号』(2021年7月30日発売、白夜書房)　メンバー全員のインタビュー記事を掲載(p.102-104)。
- 『Top Yell NEO 2021〜2022』(2021年12月27日発売、竹書房)　メンバー全員のインタビュー記事を掲載(p.104-107)。
- 『W magazine 2022年3月号 vol.37』(2022年3月25日発送開始、マイナビ)　メンバー全員のインタビュー記事を掲載(p.54-59)[407]。
- 『Top Yell NEO 2022 AUTUMN』(2022年9月30日発売、竹書房)　メンバー全員のインタビュー記事を掲載(p.104-107)。
- 『MARQUEE vol.148』(2022年11月24日発売、マーキー・インコーポレイティド)　メンバー全員のインタビュー記事を掲載(p.32-35)。
- 『Top Yell NEO 2024 SPRING』(2024年4月1日発売、竹書房)　メンバー全員のインタビュー記事を掲載(p.86-89)。